# Truyền hình

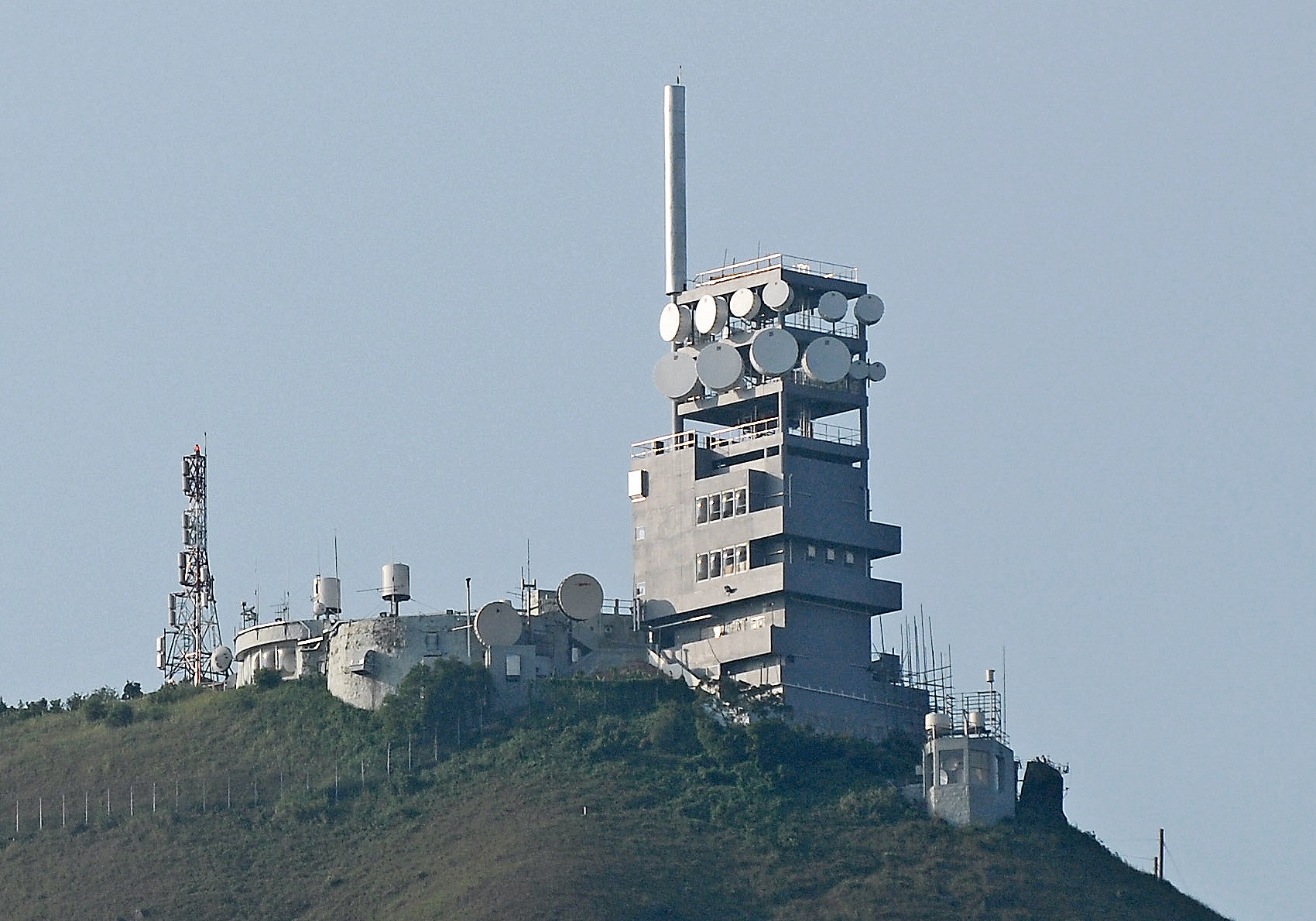
Một trạm phát sóng truyền hình tại Hồng Kông

Truyền hình, hay còn được gọi là tivi (TV) hay vô tuyến truyền hình (truyền hình không dây), máy thu hình, máy phát hình, hay vô tuyến là hệ thống điện tử viễn thông có khả năng thu nhận tín hiệu sóng và tín hiệu vô tuyến hoặc hữu tuyến để chuyển thành hình ảnh và âm thanh (truyền thanh truyền hình) và là một loại máy phát hình truyền tải nội dung chủ yếu bằng hình ảnh sống động và âm thanh kèm theo. Máy truyền hình là máy nhận những tín hiệu đó và phát ra hình ảnh.

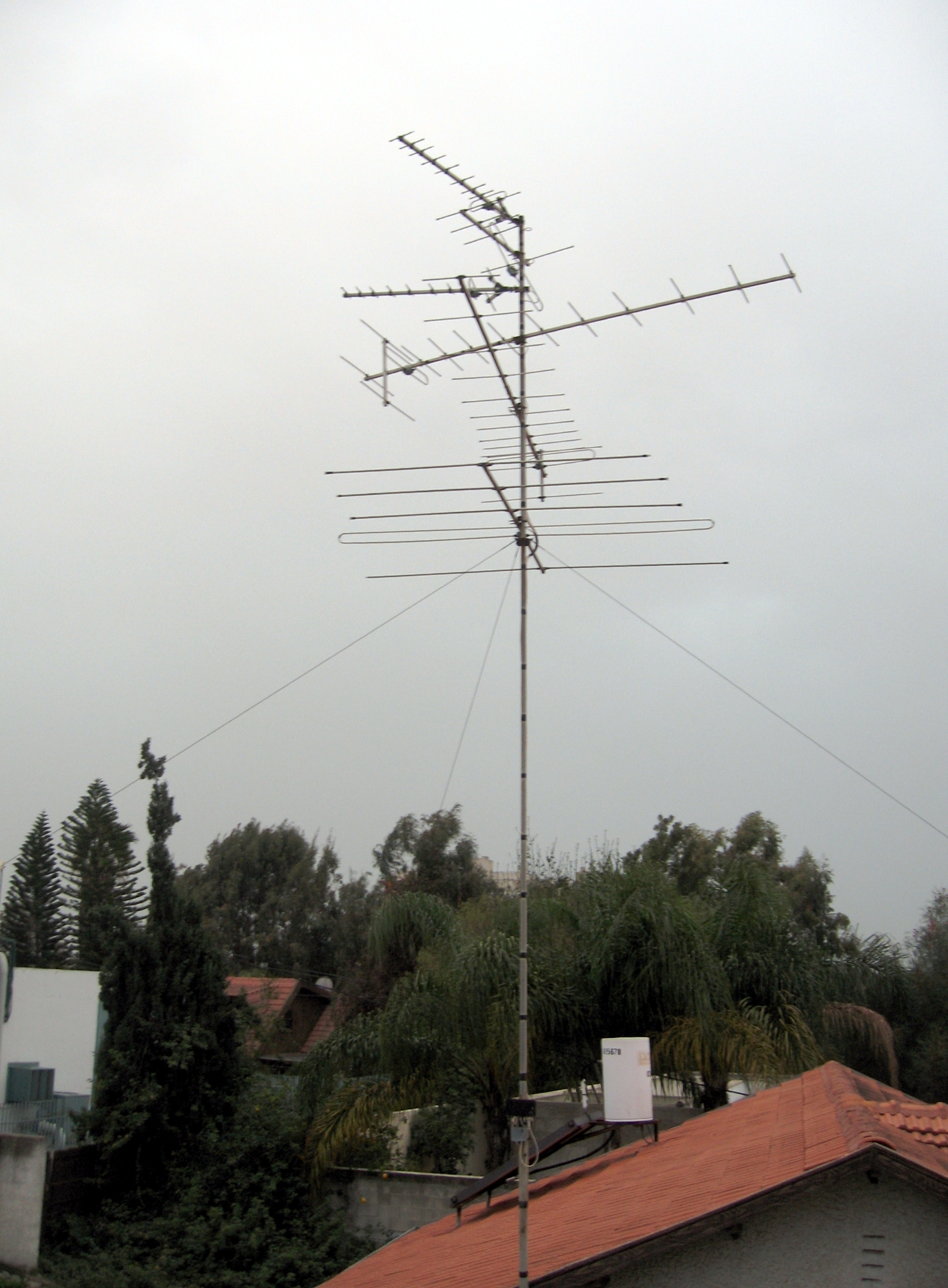
Antenna bắt sóng

Được đưa ra thị trường đầu tiên trong hình thức rất thô sơ trên cơ sở thử nghiệm vào cuối năm 1920, sau đó được phổ biến với việc cải thiện rất nhiều về hình thức ngay sau Chiến tranh thế giới thứ hai, các máy thu truyền hình (tivi) đã trở thành phổ biến trong gia đình, các doanh nghiệp và các tổ chức, chủ yếu là một phương tiện để giải trí, quảng cáo và xem tin tức. Trong những năm 1950, truyền hình đã trở thành phương tiện chính để định hướng dư luận. Vào giữa những năm 1960, việc phát truyền hình màu và kinh doanh máy thu hình màu tăng ở Mỹ và bắt đầu ở hầu hết các nước phát triển khác. Sự sẵn có của các phương tiện lưu trữ như VHS (giữa năm 1970), laserdisc (1978), Video CD (1993), DVD (1997), và Blu-ray độ nét cao (2006) cho phép người xem sử dụng các máy truyền hình để xem và ghi nhận các tài liệu như phim ảnh và các tài liệu quảng bá. Kể từ những năm 2010, truyền hình Internet đã gia tăng các chương trình truyền hình có sẵn thông qua Internet thông qua các dịch vụ như iPlayer, Hulu, và Netflix.
Trong năm 2013, 79% hộ gia đình trên thế giới sở hữu một chiếc tivi. Việc thay thế các màn hình hiển thị với ống cao áp cathode (CRT) to nặng với các lựa chọn thay thế nhỏ gọn, tiết kiệm năng lượng, màn hình phẳng như màn hình plasma, màn hình LCD (cả huỳnh quang-backlit và LED-backlit), và màn hình OLED là một trong những cuộc cách mạng phần cứng. Nó bắt đầu thâm nhập vào thị trường màn hình máy tính của người tiêu dùng vào cuối năm 1990 và nhanh chóng lan rộng đến các thiết bị truyền hình. Trong năm 2014, hầu hết các thiết bị TV LCD bán ra là chủ yếu là màn hình LCD LED-backlit. Các nhà sản xuất TV lớn thông báo về việc ngừng sản xuất màn hình CRT, RPTV, plasma và LCD và thậm chí cả huỳnh quang-backlit vào năm 2014. TV LED được dự kiến sẽ được thay thế dần bằng TV OLED trong tương lai gần. Ngoài ra, các nhà sản xuất lớn đã công bố rằng họ sẽ tăng sản xuất TV thông minh vào giữa thập kỷ 2010. TV thông minh được mong đợi trở thành hình thức thống trị của truyền hình thiết lập vào cuối thập kỷ 2010.
Các tín hiệu truyền hình được phân phối như tín hiệu truyền hình phát sóng được mô hình hóa trên hệ thống phát sóng radio trước đó. Phát sóng truyền hình sử dụng máy phát vô tuyến tần số công suất cao phát sóng tín hiệu truyền hình đến các máy thu truyền hình cá nhân. Cho đến đầu những năm 2000, tín hiệu truyền hình phát sóng là tín hiệu analog nhưng các nước nhanh chóng bắt đầu chuyển sang tín hiệu kỹ thuật số, với việc chuyển đổi dự kiến sẽ được hoàn thành trên toàn thế giới vào năm 2020. Ngoài ra để truyền trên mặt đất, tín hiệu truyền hình cũng được phân phối bằng cáp (chuyển đổi kỹ thuật số) và vệ tinh các hệ thống kỹ thuật số.
Một TV tiêu chuẩn được bao gồm nhiều mạch điện tử nội bộ, bao gồm các mạch tiếp nhận và giải mã tín hiệu truyền hình. Một thiết bị hiển thị hình ảnh mà thiếu một bộ chỉnh được gọi chính xác là một màn hình video hơn là một chiếc tivi. Hệ thống truyền hình cũng được sử dụng để giám sát, điều khiển quá trình công nghiệp và ở những nơi quan sát trực tiếp là khó khăn hoặc nguy hiểm..

## Từ nguyên
Từ tivi (đọc theo tiếng Anh, TV viết tắt từ television) là một từ ghép, kết hợp từ tiếng Hy Lạp và tiếng Latinh. "Tele", tiếng Hy Lạp, có nghĩa là "xa"; trong khi từ "vision", từ tiếng Latinh visio, có nghĩa là "nhìn" hay "thấy". Tiếng Anh viết tắt thành TV và đọc là /ˈtiːˈviː/.
Vô tuyến truyền hình là một từ Hán Việt kết hợp từ vô tuyến 无线 có nghĩa là không dây và truyền hình, có nghĩa là chuyển tải dữ liệu hình ảnh.

## Lịch sử
Sự phát triển của công nghệ truyền hình có thể được thực hiện trên 2 phạm vi: các phát triển trên phương diện cơ học và điện tử học, và các phát triển hoàn toàn trên điện tử học. Sự phát triển thứ hai là nguồn gốc của các tivi hiện đại, nhưng những điều trên không thể thực hiện nếu không có sự phát hiện và sự thấu hiểu từ hệ thống cơ khí.

### Truyền hình cơ học
Hệ thống Fax cho hình ảnh tiên phong trong phương pháp quét cơ học của hình ảnh trong đầu thế kỷ XIX. Alexander Bain giới thiệu máy fax năm 1843 đến 1846. Frederick Bakewell giới thiệu một phiên bản của máy fax trong phòng thí nghiệm vào năm 1951.
Willoughby Smith phát hiện ra quang dẫn của nguyên tố selen vào năm 1873.

Đĩa Nipkow. Sơ đồ này cho thấy các đường tròn truy tìm bằng các lỗ, mà cũng có thể là hình vuông cho độ chính xác cao hơn. Các khu vực của đĩa được viền khung đen cho thấy khu vực quét.

Một sinh viên người Đức tên Paul Gottlieb Nipkow đưa ra phát kiến hệ thống tivi cơ điện tử đầu tiên năm 1884. Đây là một đĩa quay với một mô hình xoắn ốc với các lỗ trên đĩa, vì vậy mỗi lỗ quét một dòng của hình ảnh. Mặc dù Nipkow không bao giờ xây dựng một mô hình hoạt động thực sự, các biến thể của vòng quay đĩa Nipkow trở nên cực kỳ phổ biến. Constantin Perskyi đã đặt ra thuật ngữ truyền hình trong bài báo đọc ở Đại hội Điện Quốc tế tại Hội chợ Thế giới Quốc tế ở Paris vào ngày 24/08/1900. Bài báo của Perskyi xem xét các công nghệ cơ điện hiện có, đề cập đến công việc của Nipkow và những người khác. Tuy nhiên, phải tới năm 1907, sự phát minh của công nghệ ống phóng đại do Lee de Forest và Arthur Korn đưa ra mới biến các thiết kế trên thành hiện thực.
Buổi trình diễn đầu tiên của việc truyền tải tức thời của hình ảnh được Georges Rignoux và A. Fournier trình bày tại Paris vào năm 1909. Một ma trận của 64 ô chứa selen, từng ô nối dây vào một bộ chuyển mạch cơ khí, được coi như một võng mạc điện tử. Trong máy thu, một tập hợp ô Kerr phát ánh sáng và một loạt các gương góc khác nhau gắn vào các cạnh của một đĩa quay quét chùm tia tạo ra được lên màn hình hiển thị. Một mạch riêng biệt xử lý việc đồng bộ hóa. Độ phân giải 8x8 pixel trong màn trình trình diễn lý thuyết này chỉ đủ để truyền tải rõ ràng các chữ cái của bảng chữ cái. Một hình ảnh được cập nhật đã được truyền "nhiều lần" mỗi giây.
Năm 1911, Boris Rosing và học trò của ông Vladimir Kosma Zworykin thành công trong việc tạo ra hệ thống tivi sử dụng bộ phân hình gương để phát hình, theo Zworykin, "các hình rất thô" qua các dây tới ống điện tử Braun (ống cathode) trong đầu nhận. Các hình chuyển động là không thể, bởi vì bộ phân hình, có "độ nhạy cảm không đủ và các phân tử selen quá chậm". Rosing bị Stalin đày đến Arkhangelsk năm 1931 và qua đời năm 1933, nhưng Zworykin sau đó quay lại làm việc cho RCA để xây dựng tivi điện tử, thiết kế này sau đó bị phát hiện là vi phạm bản quyền của Philo Farnsworth, người đã công bố hệ thống phát hình đầu tiên từ năm 1928 trước đó.

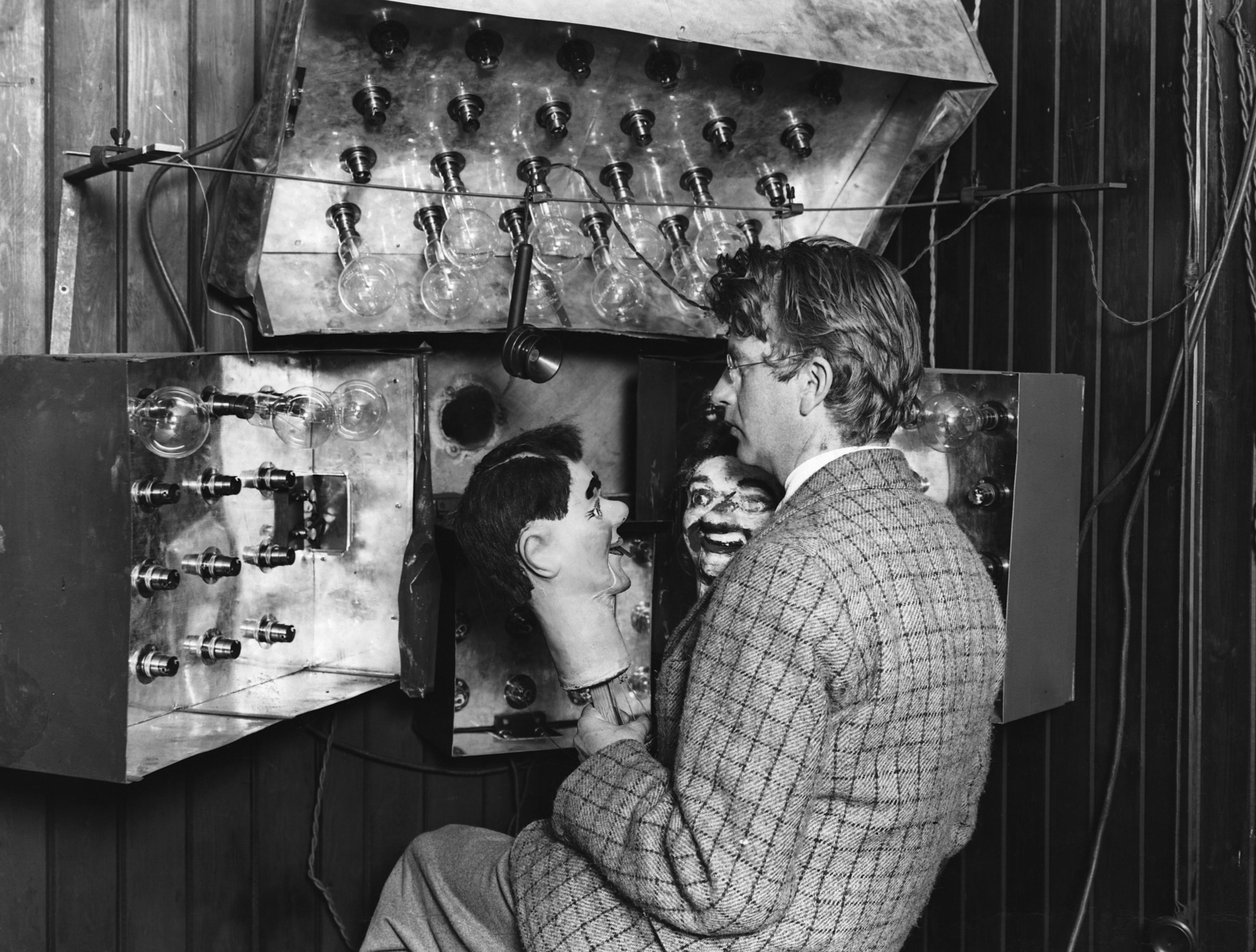
Baird trong năm 1925 với thiết bị vô tuyến và các người nộm "James" & "Stooky Bill" của ông (phải).

Đến những năm 1920 khi sự khuếch đại truyền hình đi vào thực tiễn, Baird sử dụng đĩa Nipkow trong các hệ thống video mẫu của ông. Ngày 25 tháng 3 năm 1925, nhà phát minh người Scotland John Logie Baird đã cho trình diễn lần đầu tiên của hình ảnh trên truyền hình chiếu bóng di động tại Department Store Selfridge ở Luân Đôn. Vì hình mặt người có độ tương phản không đủ để hiển thị trên hệ thống thô sơ này, Baird truyền đi ảnh của một hình nộm "Stooky Bill" nói chuyện và di chuyển, với khuôn mặt được vẽ có độ tương phản cao hơn.
Ngày 26 tháng 1 năm 1926 Baird đã chứng minh việc truyền tải hình ảnh của một khuôn mặt đang chuyển động qua sóng radio. Đây được coi là trình diễn truyền hình đầu tiên. Các đối tượng là đối tác kinh doanh của Baird, Oliver Hutchinson. Hệ thống Baird sử dụng đĩa Nipkow cho cả hai chức năng quét và hiển thị hình ảnh. Một ánh sáng chiếu xuyên qua một bộ đĩa quay Nipkow với ống kính chiếu một chùm tia sáng quét qua đối tượng. Ống quang điện dùng selen nhận ánh sáng phản xạ từ đối tượng và chuyển đổi nó thành tín hiệu điện tỷ lệ thuận. Tín hiệu này được truyền qua sóng radio AM tới một máy thu, nơi các tín hiệu video được dùng để điều khiển một ánh sáng neon phía sau một đĩa Nipkow thứ hai quay đồng bộ với đĩa thứ nhất. Độ sáng của đèn neon được thay đổi theo tỷ lệ với độ sáng của mỗi điểm trên hình ảnh. Khi mỗi lỗ trong đĩa đi qua, một dòng quét của hình ảnh được tái tạo. Đĩa Baird có 30 lỗ, tạo ra một hình ảnh chỉ với 30 dòng quét, chỉ đủ để nhận ra một khuôn mặt người.
Năm 1927, Baird truyền đi một tín hiệu truyền hình cách 438 dặm (705 km) bằng đường dây điện thoại giữa Luân Đôn và Glasgow. Năm 1928, công ty Baird Baird Television Development Company/Cinema Television) phát sóng tín hiệu truyền hình đầu tiên xuyên Đại Tây Dương, giữa Luân Đôn và New York, đánh dấu việc truyền tải từ tàu vào đất liền lần đầu tiên. Năm 1929, ông tham gia vào dịch vụ truyền hình cơ khí thử nghiệm đầu tiên tại Đức. Trong tháng 11 cùng năm đó, Baird và Bernard Natan của Pathé thành lập công ty truyền hình đầu tiên của Pháp, Télévision-Baird-Natan. Năm 1931, ông đã thực hiện các chương trình phát sóng từ xa ngoài trời đầu tiên với giải đua ngựa Epsom Derby. Năm 1932, ông đã thực nghiệm truyền hình dùng sóng siêu ngắn. Hệ thống truyền hình cơ học của Baird đạt đến đỉnh cao với 240 dòng phân giải trên chương trình phát sóng truyền hình BBC vào năm 1936 mặc dù các hệ thống cơ học không thể hiện các cảnh được truyền hình trực tiếp. Thay vào đó là một bộ phim 17.5mm được quay, rửa phim thật nhanh chóng và sau đó phim được chiếu ngay khi phim vẫn còn chưa khô.
Một nhà phát minh người Mỹ, Charles Francis Jenkins cũng đi tiên phong trong truyền hình. Ông đã xuất bản một bài viết trong cuốn sách "Motion Pictures by Wireless" vào năm 1913. Nhưng mãi đến năm 1923 thì Jenkins mới truyền hình ảnh chuyển động chiếu bóng với sự có mặt của người làm chứng, và đến ngày 13 tháng 6 năm 1925 ông đã công khai thực hiện truyền tải đồng bộ hình ảnh chiếu bóng. Năm 1925 Jenkins dùng đĩa Nipkow và truyền hình ảnh chuyển động của một cối xay gió đồ chơi với khoảng cách năm dặm từ một đài phát thanh hải quân ở Maryland đến phòng thí nghiệm của ông ở Washington D.C, sử dụng một máy quét đĩa dùng thấu kính với độ phân giải 48 dòng. Ông đã được cấp bằng sáng chế tại Mỹ số 1.544.156 (truyền hình ảnh không dây) vào ngày 30 tháng 6 năm 1925 (đệ đơn ngày 13 tháng 3 năm 1922).
Herbert E. Ives và Frank Gray của công ty Bell Telephone Laboratories đã có một màn trình diễn truyền hình cơ học ấn tượng vào ngày 7 tháng 4 năm 1927. Các hệ thống truyền hình phản xạ ánh sáng này bao gồm cả màn hình xem lớn và nhỏ. Các máy thu nhỏ có chiều rộng màn hình là 2 inch và chiều cao là 2,5 inch. Các máy thu lớn có một màn hình rộng 24 inch, cao 30 inch. Cả hai bộ lớn nhỏ đều có khả năng tái tạo hợp lý chính xác, hình ảnh chuyển động đơn sắc. Cùng với các hình ảnh, các máy thu cũng nhận được âm thanh đồng bộ. Hệ thống truyền hình ảnh qua hai con đường: đầu tiên, thông qua một liên kết dùng dây đồng từ Washington đến New York City, sau đó thông qua một liên kết vô tuyến từ Whippany, New Jersey. So sánh hai phương pháp truyền dẫn, khán giả ghi nhận không có sự khác biệt. Đối tượng của chương trình truyền hình là Thứ trưởng Thương mại Hoa Kỳ Herbert Hoover. Một máy quét dùng chùm tia chiếu sáng đối tượng. Các máy quét tạo ra các chùm tia trên một đĩa có khẩu độ 50. Đĩa xoay với tốc độ 18 khung hình mỗi giây, 56 miligiây mỗi khung hình. (Hệ thống ngày nay thường truyền 30 hoặc 60 khung hình mỗi giây, hoặc 33,3 hoặc 16,7 miligiây cho một khung hình.) Sử gia truyền hình Albert Abramson nhấn mạnh tầm quan trọng màn trình diễn của Bell Labs: "Thực tế đây là màn trình diễn tốt nhất của một hệ thống truyền hình cơ học đã từng được thực hiện đến thời điểm đó. Phải mất một vài năm trước khi bất kỳ hệ thống khác có thể so sánh với nó về chất lượng hình ảnh."
Năm 1928, WRGB lúc đó tên là W2XB trở thành đài truyền hình đầu tiên của thế giới. Chương trình được phát đi từ các cơ sở của General Electric ở Schenectady, New York, với tên gọi phổ biến "WGY Television".
Trong khi đó ở Liên Xô, Léon Theremin đã phát triển máy thu phát truyền hình mới dùng các trống và gương, bắt đầu với độ phân giải 16 dòng trong năm 1925, sau đó tăng lên 32 và cuối cùng là 64 dòng dùng xen kẽ vào năm 1926. Trong luận án của mình vào ngày 7 tháng 5 năm 1926 ông truyền tín hiệu truyền hình và sau đó đồng thời thể hiện hình ảnh chuyển động trên một màn hình vuông 5 feet gần như đồng thời. Đến năm 1927 ông đã nâng độ phân giải hình ảnh lên 100 dòng, một kỷ lục mãi đến năm 1931 RCA mới vượt qua với 120 dòng.
Ngày 25 tháng 12 năm 1925, Kenjiro Takayanagi trình diễn một hệ thống truyền hình với độ phân giải 40 dòng, sử dụng một máy quét đĩa Nipkow và màn hình CRT tại Trường trung học kỹ thuật Hamamatsu, Nhật Bản. Mẫu thử nghiệm này vẫn đang được trưng bày tại Bảo tàng Takayanagi thuộc Đại học Shizuoka, Hamamatsu Campus. Nghiên cứu của Takayanagi trong việc tạo ra một mô hình để sản xuất đại trà đã bị nước Mỹ tạm dừng sau khi Nhật Bản thất bại tại chiến tranh thế giới thứ hai.
Bởi vì chỉ có một số lượng hạn chế lỗ trong các ổ đĩa, và việc tăng đường kính đĩa là không thực tế, nên độ phân giải hình ảnh về chương trình phát sóng truyền hình cơ học là tương đối thấp, dao động từ khoảng 30 dòng tới 120 dòng hoặc hơn. Tuy nhiên, chất lượng hình ảnh của truyền hình với 30 dòng dần dần được cải thiện với những tiến bộ kỹ thuật, và vào năm 1933 các chương trình phát sóng của Anh sử dụng hệ thống Baird có chất lượng khá sắc nét. Một vài hệ thống khác với độ phân giải cỡ 200 dòng cũng đã đi vào hoạt động. Hai trong số này là các hệ thống 180 dòng Compagnie des Compteurs (CDC) được phát sóng tại Paris vào năm 1935, và hệ thống 180 dòng Peck Television Corp bắt đầu vào năm 1935 tại trạm VE9AK ở Montreal.
Sự tiến bộ của tất cả các thiết bị truyền hình điện tử (bao gồm cả hệ thống tách hình ảnh cho thiết bị phát và ống cathode quang cho thiết bị thu) đã đánh dấu sự kết thúc cho các hệ thống cơ học sau một thời gian dài thống trị truyền hình. Các TV cơ học thường chỉ tạo ra hình ảnh nhỏ, nhưng chúng là dạng truyền hình chính cho đến những năm 1930. Các chương trình phát sóng truyền hình cơ học cuối cùng đã kết thúc vào năm 1939 với các kênh truyền hình của một số ít các trường đại học công lập ở Hoa Kỳ.

### Truyền hình điện tử
Năm 1897, J. J. Thomson, một nhà vật lý học người Anh với ba thí nghiệm nổi tiếng của ông, đã có thể làm chệch hướng các tia âm cực, một chức năng cơ bản của màn hình CRT hiện đại. Các phiên bản sớm nhất của màn hình CRT được nhà khoa học Đức Ferdinand Braun phát minh vào năm 1897 và cũng được biết đến như là ống Braun. Đó là một diode âm cực lạnh, một sửa đổi của ống Crookes với một màn hình tráng phosphor. Năm 1907, nhà khoa học Nga Boris Rosing sử dụng một màn hình CRT trong máy thu tín hiệu video thử nghiệm để tạo thành một bức tranh. Ông đã hiển thị thành công những hình đơn giản lên màn hình, đánh dấu lần đầu tiên công nghệ CRT đã được dùng trong truyền hình.
Năm 1908 Alan Archibald Campbell-Swinton, thành viên của Hội Hoàng gia Anh, đã công bố một bức thư trong tạp chí khoa học Nature, trong đó ông mô tả "tầm nhìn xa điện tử" có thể đạt được bằng cách sử dụng một ống âm cực quang (hoặc ống "Braun", theo tên của người phát minh, Karl Braun) làm thiết bị truyền và nhận tín hiệu. Ông đã mở rộng ý tưởng này trong một bài phát biểu được đưa ra ở Luân Đôn vào năm 1911 và một bài báo trong tạp chí The Times và tạp chí của Hiệp hội Röntgen. Trong một bức thư gửi cho tạp chí Nature công bố tháng 10 năm 1926, Campbell-Swinton cũng công bố kết quả của một số thí nghiệm "không phải là thí nghiệm thành công lắm" đã tiến hành với GM Minchin và JCM Stanton. Họ đã cố gắng để tạo ra một tín hiệu điện bằng cách chiếu một hình ảnh lên một tấm kim loại đã phủ selen đồng thời được một chùm tia âm cực quét qua. Những thực nghiệm này đã được thực hiện trước tháng 3 năm 1914, khi Minchin chết, nhưng sau đó đã được hai nhóm khác thực hiện lại vào năm 1937, nhóm thứ nhất gồm H. Miller và JW Strange của công ty EMI, và nhóm thứ hai gồm H. Iams và A. Rose của công ty RCA. Cả hai nhoms đã thành công trong việc truyền hình ảnh tuy "rất mờ nhạt" với tấm kim loại bọc selen của Campbell-Swinton. Mặc dù những người khác đã thử nghiệm sử dụng ống tia âm cực như một thiết bị nhận, ý tưởng sử dụng chúng như một máy phát là một ý tưởng hoàn toàn mới vào lúc đó. Ống âm cực quang đầu tiên sử dụng một tia âm cực nóng được John B. Johnson (người đã ra khái niệm tiếng ồn Johnson) và Harry Weiner Weinhart của Western Electric phát triển. Ống này đã trở thành một sản phẩm thương mại vào năm 1922.
Năm 1926, kỹ sư người Hungary Kálmán Tihanyi thiết kế một hệ thống truyền hình sử dụng đầy đủ các yếu tố điện tử với các ống cathode thu và phát, và sử dụng các nguyên tắc của "lưu trữ năng lượng" trong các ống dùng để phát hoặc thu. Các vấn đề về độ nhạy sáng thấp dẫn đến cường độ điện đầu ra thấp từ thiết bị phát sẽ được giải quyết với sự ra đời của công nghệ lưu trữ năng lượng này củai Kálmán Tihanyi bắt đầu từ năm 1924. Giải pháp của ông là một ống camera có tích lũy và lưu trữ điện tích ("quang điện tử") trong các ống trong suốt mỗi chu kỳ quét. Thiết bị này được mô tả lần đầu tiên trong một ứng dụng sáng chế Tihanyi nộp tại Hungary tháng 3 năm 1926 cho một hệ thống truyền hình được ông đặt tên là "Radioskop". Sau nhiều cải tiến bao gồm một ứng dụng bằng sáng chế năm 1928, bằng sáng chế của Tihanyi đã được tuyên bố vô hiệu tại Vương quốc Anh vào năm 1930, và do đó, ông chuyển qua đăng ký cho các bằng sáng chế của mình tại Hoa Kỳ. Mặc dù sáng chế mang tính đột phá của ông đã được đưa vào thiết kế của "iconoscope" của RCA vào năm 1931, bằng sáng chế tại Mỹ cho ống phát tín hiệu của Tihanyi chỉ được cấp vào tháng 5 năm 1939. Các bằng sáng chế cho ống nhận tín hiệu của ông đã được cấp tháng 10 năm trước đó. Cả hai bằng sáng chế của Tihanyi đã được RCA mua trước khi chúng được phê duyệt. Lưu trữ năng lượng vẫn là một nguyên tắc cơ bản trong việc thiết kế các thiết bị hình ảnh truyền hình cho đến ngày nay.
Ngày 25 tháng 12 năm 1926, Kenjiro Takayanagi trình diễn một hệ thống truyền hình với độ phân giải 40 dòng sử dụng một màn hình CRT tại Trường trung học công nghiệp Hamamatsu tại Nhật Bản. Đây là máy thu truyền hình hoàn toàn điện tử đầu tiên. Takayanagi không đăng ký bằng sáng chế cho hệ thống này.
Ngày 7 tháng 9 năm 1927, ống camera tách hình ảnh của Farnsworth truyền hình ảnh đầu tiên, một đường thẳng đơn giản, tại phòng thí nghiệm của Fansworth tại 202 Green Street, San Francisco. Vào ngày 3 tháng 9 năm 1928, Farnsworth đã phát triển hệ thống đầy đủ để tổ chức một buổi trình diễn trước báo chí. Năm 1929, hệ thống đã được cải thiện hơn nữa bằng cách loại bỏ một máy phát điện động cơ, do đó hệ thống truyền hình này đã không có bộ phận cơ học nào nữa. Năm đó, Farnsworth truyền hình ảnh trực tiếp đầu tiên của con người với hệ thống của mình, ảnh kích cỡ 3 1/2 inch cô vợ Elma của ông ("Pem") với đôi mắt nhắm (có thể do bị chiếu đèn quá sáng).

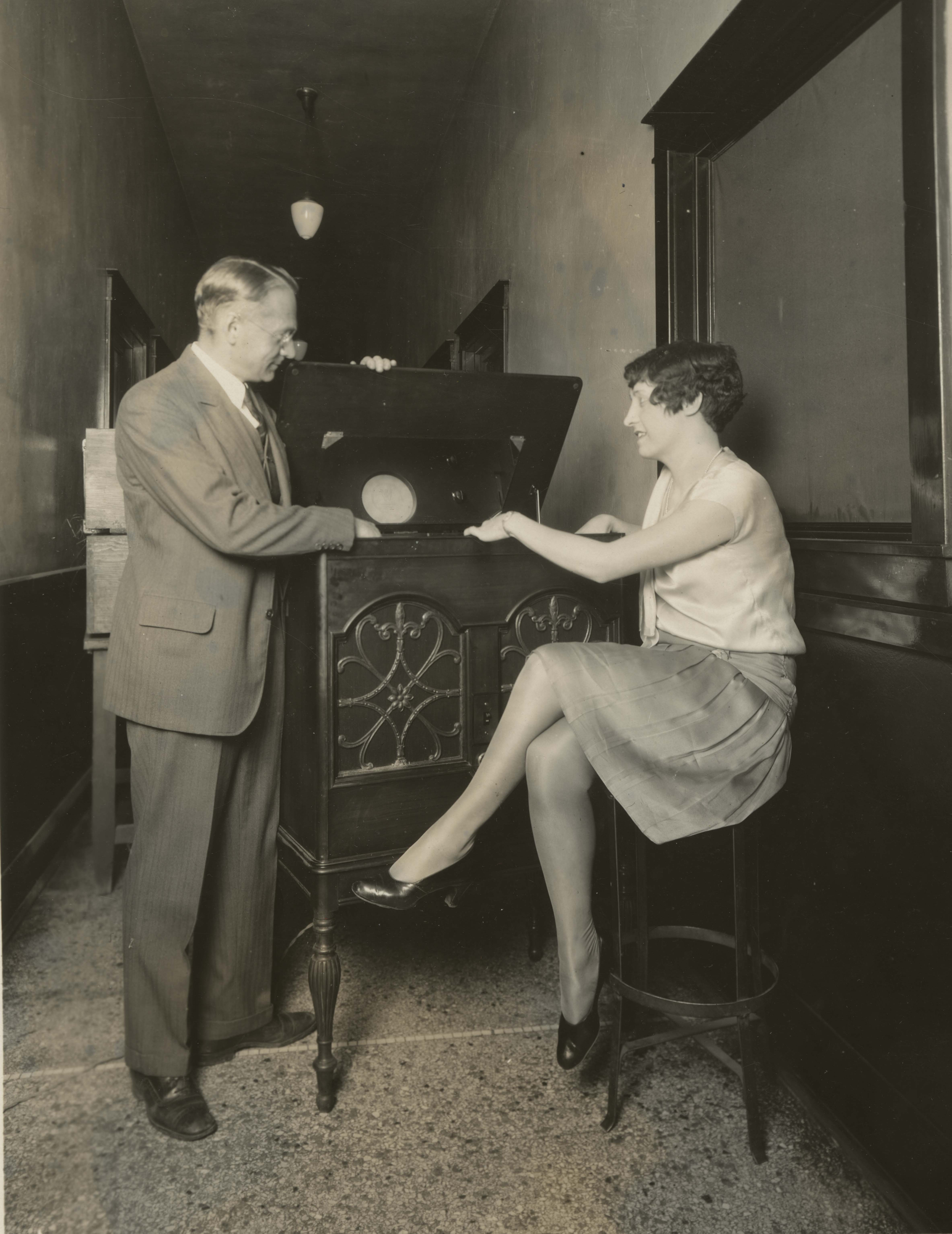
Vladimir Zworykin trình diễn truyền hình điện tử (1929)

Trong khi đó, Vladimir Zworykin cũng đang thử nghiệm với ống tia âm cực để tạo ra và hiển thị hình ảnh. Trong khi làm việc cho Westinghouse Electric vào năm 1923, ông bắt đầu phát triển một ống camera điện tử. Nhưng trong lần trình diễn năm 1925, hình ảnh đã bị mờ, hình tĩnh, có độ tương phản thấp và xấu. Ống hình ảnh Zworykin không phát triển được gì ngoài mục đích thí nghiệm. Nhưng RCA, công ty mua lại bằng sáng chế Westinghouse, khẳng định rằng bằng sáng chế về công nghệ tách hình ảnh của Farnsworth năm 1927 đã được định nghĩa rộng đến mức nó loại trừ bất kỳ thiết bị hình ảnh điện tử khác. Do vậy RCA, trên cơ sở ứng dụng bằng sáng chế của Zworykin của năm 1923, đã đệ đơn kiện bằng sáng chế chống lại Farnsworth với lý do vi phạm bản quyền. Văn phòng Bằng sáng chế tại Mỹ đã không đồng ý với RCA trong một quyết định năm 1935, lý do sáng chế của Farnsworth sớm hơn của Zworykin. Farnsworth tuyên bố rằng hệ thống Zworykin của năm 1923 sẽ không thể tạo ra một hình ảnh điện tử đủ để thách thức bằng sáng chế của mình. Zworykin nhận bằng sáng chế vào năm 1928 cho một phiên bản ứng dụng bằng sáng chế của mình năm 1923, nhưng với việc truyền hình ảnh màu. Ông cũng chia ứng dụng ban đầu của mình thành các đơn bản quyền khác nhau trong năm 1931. Zworykin đã không thể hoặc không sẵn sàng để giới thiệu bằng chứng của mô hình làm việc được dựa trên sáng chế của chính ông vào năm 1923. Trong tháng 9 năm 1939, sau khi thua kiện tòa án và quyết tâm tiếp tục thương mại hóa thiết bị truyền hình, RCA đã đồng ý trả Farnsworth 1 triệu USD trong khoảng thời gian mười năm, ngoài việc thanh toán tiền giấy phép, để được sử dụng bằng sáng chế của Farnsworth.
Năm 1933 RCA giới thiệu một ống camera cải tiến, dựa trên nguyên tắc lưu trữ năng lượng của Tihanyi. Được Zworykin đặt tên là Iconoscope, ống mới có độ nhạy sáng khoảng 75.000 lux, do đó được khẳng định là nhạy hơn thiết bị tách hình ảnh của Farnsworth. Tuy nhiên, Farnsworth đã khắc phục vấn đề năng lượng với máy tách hình ảnh của mình thông qua việc phát minh ra "multipactor" một cách hoàn toàn độc đáo, thiết bị mà ông bắt đầu nghiên cứu vào năm 1930, và trình diễn vào năm 1931. Ống nhỏ này có thể khuếch đại tín hiệu theo báo cáo tới 60 lần hoặc tốt hơn và cho thấy triển vọng rất lớn trong tất cả các lĩnh vực điện tử. Không may multipactor có vấn đề: nó phát tín hiệu với tốc độ không đạt yêu cầu.
Tại Berlin Radio Show vào tháng 8 năm 1931, Manfred von Ardenne trình diễn trước công chúng về một hệ thống truyền hình sử dụng một màn hình CRT cho cả truyền và nhận. Tuy nhiên, Ardenne đã chưa phát triển một ống quét mà chỉ sử dụng màn hình CRT như một máy quét bay tại chỗ để quét slide và phim. Philo Farnsworth đã trình diễn lần đầu tiên trên thế giới một hệ thống truyền hình toàn điện tử, sử dụng một máy ảnh trực tiếp, tại Viện Franklin ở Philadelphia vào ngày 25 tháng 8 năm 1934, và trong mười ngày sau đó.
Nhà phát minh người México Guillermo González Camarena cũng đóng một vai trò quan trọng trong giai đoạn sơ khai truyền hình. Thí nghiệm của ông với TV (lúc đầu gọi là telectroescopía) bắt đầu vào năm 1931 và đã dẫn đến một bằng sáng chế cho "hệ thống tuần tự 3 màu" (truyền hình màu) trong năm 1940.
Tại Anh đội ngũ kỹ thuật EMI do Isaac Shoenberg đăng ký vào năm 1932 một bằng sáng chế cho một thiết bị mới mà họ gọi là "Emitron", nó trở thành các trung tâm của các máy quay được thiết kế cho BBC. Ngày 2 tháng 11 năm 1936, một dịch vụ phát thanh truyền hình 405 dòng sử dụng các Emitron khởi động tại trường quay ở Alexandra Palace. Tín hiệu được truyền từ một cột đặc biệt xây dựng trên đỉnh một tháp tòa nhà Victorian. Nó được dùng xen kẽ trong một thời gian ngắn cùng với hệ thống cơ học Baird trong các studio, nhưng hệ thống mới tỏ ra đáng tin cậy hơn và rõ ràng vượt trội. Đây là dịch vụ truyền hình độ nét cao thường xuyên đầu tiên của thế giới.
Các iconoscope của Mỹ khá ồn, nhiều nhiễu tín hiệu, đáng thất vọng khi so sánh với độ nét cao của hệ thống quét cơ học sẵn có. Các nhóm của EMI dưới sự giám sát của Isaac Shoenberg phân tích cách iconoscope (hoặc Emitron) tạo ra một tín hiệu điện tử và kết luận rằng hiệu quả thực sự của nó tối đa chỉ đạt 5% của lý thuyết. Họ giải quyết vấn đề này bằng cách phát triển và cấp bằng sáng chế vào năm 1934 cho hai ống máy ảnh mới được mệnh danh super (siêu) Emitron và CPS Emitron. Các siêu Emitron nhạy cảm hơn 10 tới 15 lần so với Emitron và ống iconoscope ban đầu, và trong một số trường hợp, tỷ lệ này là cao hơn đáng kể. Chúng được sử dụng cho một phóng sự phát thanh truyền hình ngoài trời của BBC lần đầu tiên, vào Ngày đình chiến năm 1937, khi công chúng có thể xem truyền hình quay cảnh nhà vua đặt một vòng hoa tại đài kỷ niệm. Đây là lần đầu tiên con người có thể phát sóng một khung cảnh đường phố trực tiếp từ máy quay được cài đặt trên nóc tòa nhà lân cận, bởi vì Farnsworth cũng như RCA đều chưa thể làm như vậy cho đến khi Hội chợ New York toàn cầu được tổ chức năm 1939.

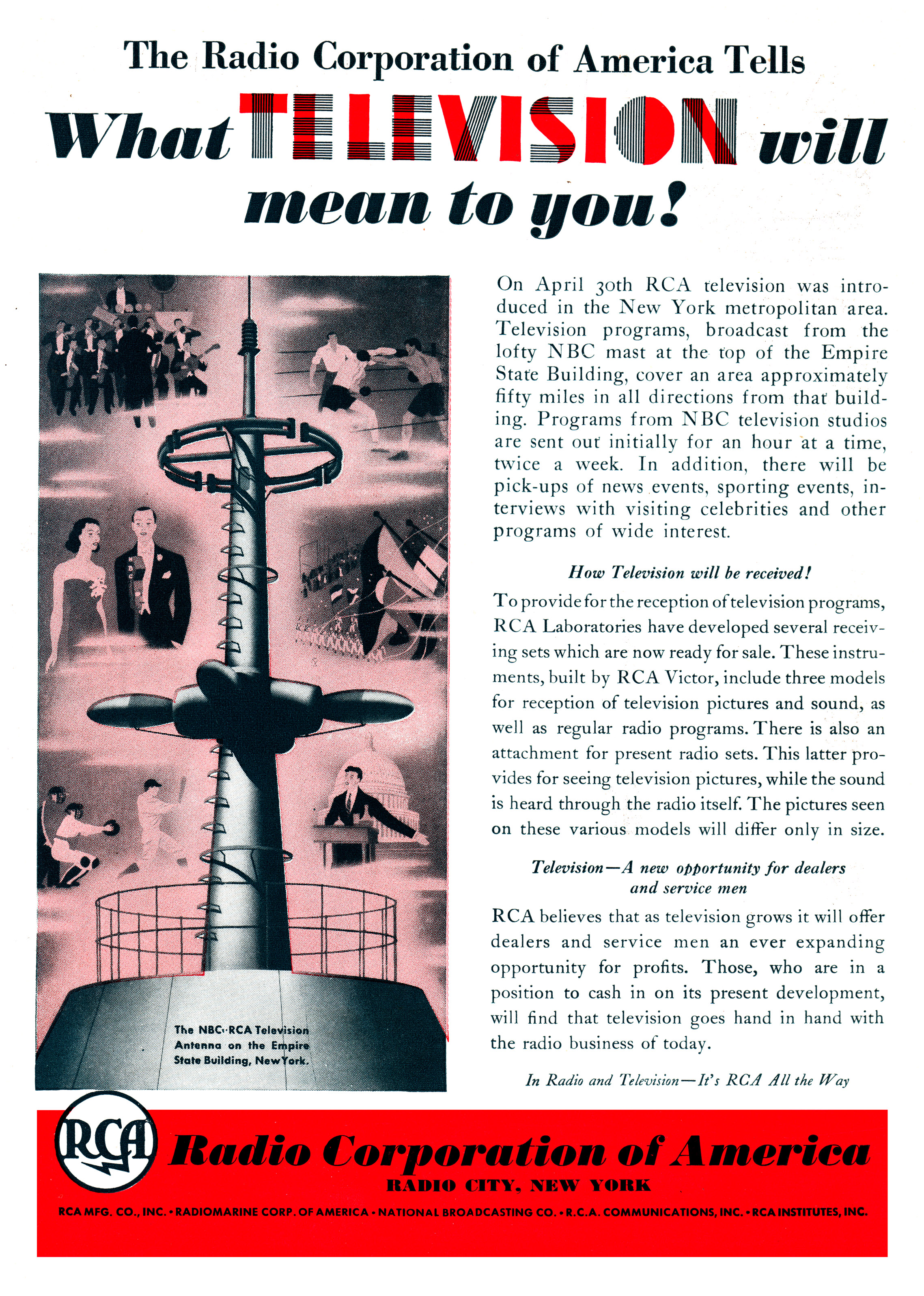
Quảng cáo cho thử nghiệm truyền hình của RCA tại New York City năm 1939

Mặt khác, trong năm 1934, Zworykin chia sẻ một số bản quyền sáng chế với công ty Đức được cấp phép Telefunken. "Iconoscope hình ảnh" ("Superikonoskop" ở Đức) đã được sản xuất như kết quả của sự hợp tác này. Ống này là cơ bản giống với các siêu Emitron. Việc sản xuất và thương mại hóa các siêu Emitron và iconoscope hình ảnh ở châu Âu không bị ảnh hưởng bởi cuộc chiến bằng sáng chế giữa Zworykin và Farnsworth, vì Dieckmann và Hell được ưu tiên ở Đức cho việc phát minh ra máy tách hình ảnh, sau khi nộp đơn xin cấp bằng sáng chế cho Lichtelektrische của Bildzerlegerröhre für Fernseher (quang điện hình ảnh Dissector Tube cho Television) ở Đức vào năm 1925, hai năm trước khi Farnsworth đã làm tương tự ở Hoa Kỳ. Những iconoscope hình ảnh (Superikonoskop) đã trở thành tiêu chuẩn công nghiệp cho truyền hình công cộng ở châu Âu từ năm 1936 cho đến năm 1960, khi nó được các ống Vidicon và plumbicon thay thế. Thiết bị này là đại diện của ống điện tử truyền thống châu Âu cạnh tranh với truyền thống Mỹ đại diện bởi các orthicon hình ảnh. Các công ty của Đức Heimann sản xuất Superikonoskop cho Olympic Berlin năm 1936, sau đó Heimann cũng sản xuất và thương mại hóa nó vào năm 1940-1955, cuối cùng công ty Hà Lan Philips sản xuất và thương mại hóa các iconoscope hình ảnh và multicon từ năm 1952 tới năm 1958.
Truyền hình tại Mỹ vào lúc đó bao gồm các thị trường khác nhau với các quy mô khác nhau, cạnh tranh bằng nội dung chương trình và sự thống trị của các công nghệ khác nhau, cho đến khi thỏa thuận được thực hiện và các tiêu chuẩn được chuẩn hóa trong năm 1941. RCA chỉ sử dụng iconoscopes trong khu vực New York, nhưng dùng thiết bị tách hình ảnh của Farnsworth tại Philadelphia và San Francisco. Vào tháng 9 năm 1939, RCA đã đồng ý trả tiền bản quyền cho Farnsworth Television and Radio Corporation trong mười năm tiếp theo để được sử dụng các bằng sáng chế của Farnsworth. Với hiệp định lịch sử này, RCA đã tích hợp phần lớn ưu việt của công nghệ Farnsworth vào hệ thống của họ.
Năm 1941, Hoa Kỳ thực hiện phát truyền hình với 525 dòng.
Tiêu chuẩn truyền hình 625 dòng đầu tiên trên thế giới được thiết kế ở Liên Xô vào năm 1944, và đã trở thành một tiêu chuẩn quốc gia vào năm 1946. Việc phát sóng đầu tiên trong tiêu chuẩn 625 dòng được thực hiện năm 1948 tại Moskva. Khái niệm 625 dòng cho mỗi khung hình sau đó đã được quy chuẩn trong các tiêu chuẩn CCIR của châu Âu.
Năm 1936, Kálmán Tihanyi mô tả các nguyên tắc của màn hình plasma, hệ thống hiển thị màn hình phẳng đầu tiên.

### Truyền hình màu

Hình ảnh mẫu kênh của NBC,quảng bá truyền hình "màu RCA".

Ý tưởng cơ bản của việc sử dụng ba hình ảnh đơn sắc để tạo ra một hình ảnh màu sắc đã được thử nghiệm gần như ngay khi TV đen-trắng lần đầu tiên được tạo ra. Trong số các đề xuất được công bố sớm nhất cho truyền hình là đề xuất của Maurice Le Blanc vào năm 1880 cho một hệ thống màu sắc, bao gồm cả những lần đề cập đầu tiên trong các tài liệu truyền hình về số dòng quét khung hình, mặc dù ông không đưa ra chi tiết thực tế. Nhà phát minh Ba Lan Jan Szczepanik được cấp bằng sáng chế cho một hệ thống truyền hình màu trong năm 1897, bằng cách sử dụng một tế bào quang điện selen ở máy phát và một nam châm điện điều khiển một tấm gương dao động và một lăng kính di chuyển tại máy thu. Nhưng hệ thống của ông không chứa phương tiện phân tích quang phổ của màu sắc ở máy thu, và do vậy không thể làm việc như cách ông mô tả. Nhà phát minh Hovannes Adamian, cũng thử nghiệm với truyền hình màu vào đầu năm 1907. Ông đã thử nghiệm truyền hình màu đầu tiên, và đã được cấp bằng sáng chế tại Đức ngày 31 tháng 3 năm 1908, bằng sáng chế № 197.183, sau đó ở Anh, vào ngày 1 tháng 4 năm 1908, bằng sáng chế № 7219, ở Pháp (bằng sáng chế № 390.326) và ở Nga vào năm 1910 (bằng sáng chế № 17.912).
Nhà phát minh người Scotland John Logie Baird đã trình bày hệ thống truyền hình màu đầu tiên trên thế giới vào ngày 3 tháng 7 năm 1928, sử dụng đĩa quét ở máy phát và nhận được hình ảnh với ba vòng xoắn của khẩu độ, mỗi xoắn ốc với các bộ lọc cho một màu cơ bản khác nhau; và ba nguồn ánh sáng tại máy thu, với một bộ chuyển mạch để thay đổi màu minh họa. Baird cũng đã phát sóng truyền hình màu đầu tiên ngày 4 tháng 2 năm 1938: ông gửi một hình ảnh 120 dòng quét từ Crystal Palace Studio Baird tới một màn chiếu tại nhà hát Dominion ở Luân Đôn.
Tivi màu quét cơ học cũng đã được Bell Laboratories trình diễn vào tháng 6/1929 sử dụng ba hệ thốngtế bào quang điện hoàn chỉnh, bộ khuếch đại, ống glow, và các bộ lọc màu sắc, với một loạt các gương để chồng lên những hình ảnh màu đỏ, xanh lá cây, và màu xanh vào một hình ảnh đầy đủ màu sắc.
John Logie Baird một lần nữa đi tiên phong với hệ thống hybrid đầu tiên. Năm 1940, ông công khai thể hiện một hình màu kết hợp một màn hình màu đen và trắng truyền thống với một đĩa màu luân phiên. Thiết bị này tạo ra màu có độ nét khá sâu, nhưng sau đó đã được cải thiện hơn nữa với một tấm gương gập đường dẫn ánh sáng thành một thiết bị hoàn toàn thực tế giống như một màn hình điều khiển lớn thông thường. Tuy nhiên, Baird đã không hài lòng với thiết kế này, và ngay từ năm 1944 ông báo cáo cho một ủy ban của chính phủ Anh rằng sẽ có một thiết bị hoàn toàn điện tử tốt hơn nữa.
Năm 1939, kỹ sư người Hungary Peter Carl Goldmark giới thiệu một hệ thống cơ điện tại CBS, trong đó có một bộ cảm biến Iconoscope. Hệ thống màu CBS tuần tự là một phần cơ học, với một đĩa gồm các bộ lọc màu đỏ, xanh dương và xanh da trời quay tròn bên trong máy quay truyền hình với tốc độ 1.200 vòng/phút, và một đĩa quay tương tự ở phía trước đồng bộ với ống tia âm cực bên trong máy thu. Hệ thống này lần đầu tiên trình diễn trước Ủy ban Truyền thông Liên bang (FCC) vào ngày 29 tháng 8 năm 1940, và được phổ cập trên báo chí vào ngày 4 tháng 9.
CBS đã bắt đầu thử nghiệm sử dụng truyền hình màu ngay từ 28 tháng 8 năm 1940, và thử nghiệm truyền hình màu trực tiếp vào tháng 12. NBC (thuộc sở hữu của RCA) thực hiện kiểm tra truyền hình màu đầu tiên vào 20 tháng 2 năm 1941. CBS đã bắt đầu thực nghiệm truyền hình màu hàng ngày từ 1 tháng 6 năm 1941, mặc dù các hệ thống màu không tương thích với các máy thu hình đen trắng lúc đó. Vì không có máy thu hình màu bán cho công chúng tại thời điểm trên, nên các thực nghiệm truyền hình màu chỉ dành cho cho các kỹ sư RCA và CBS và mời báo chí quan sát. Production War Board tạm dừng việc sản xuất các thiết bị phát thanh truyền hình và cho mục đích dân sự từ ngày 22 tháng 4 năm 1942 đến 20 tháng 8 năm 1945, hạn chế bất kỳ hoạt động sản xuất tivi màu cho công chúng nói chung.
Ngay từ năm 1940, Baird đã bắt đầu làm việc trên một hệ thống hoàn toàn điện tử mà ông gọi là "Telechrome". Telechrome ban đầu sử dụng hai súng electron nhằm vào hai bên của một tấm phosphor. Các tấm phosphor được phân bố sao cho các electron từ các khẩu súng chỉ bắn vào một bên của khuôn mẫu. Bằng cách sử dụng phosphor màu lục, lam và đỏ, có thể thu được một hình ảnh màu tuy còn hạn chế. Ông cũng đã trình diễn một hệ thống sử dụng các tín hiệu đơn sắc để tạo ra một hình ảnh 3D (gọi là "lập thể" vào thời điểm đó). Một buổi trình diễn vào 16 tháng 8 năm 1944 là ví dụ đầu tiên của một hệ thống truyền hình màu thực tế. Nghiên cứu Telechrome được tiếp tục và kế hoạch giới thiệu một phiên bản dùng ba-súng cho một hình ảnh đầy đủ màu sắc đã được thực hiện. Tuy nhiên, cái chết không đúng lúc của Baird vào năm 1946 đã kết thúc phát triển của hệ thống Telechrome này.
Khái niệm tương tự đã được phổ biến thông qua các thập niên 1940 và thập niên 50, sự khác biệt chủ yếu trong cách tái kết hợp các màu sắc được tạo ra bởi ba khẩu súng. Các ống Geer tương tự như khái niệm của Baird, nhưng sử dụng kim tự tháp nhỏ với các chất lân quang đọng lại trên mặt bên ngoài của tháp, thay vì khuôn mẫu 3D như của Baird thì Geer dựa trên một bề mặt phẳng. Các Penetron sử dụng ba lớp phosphor trên mỗi đỉnh và tăng sức mạnh của các chùm tia để chạm tới các tầng trên khi vẽ những màu sắc. Các Chromatron sử dụng một tập hợp các dây tập trung để chọn các phosphor màu được sắp xếp trong các đường sọc dọc trên ống.
Một trong những thách thức kỹ thuật lớn nhất của việc phát sóng truyền hình màu là mong muốn tiết kiệm băng thông: truyền hình màu cần băng thông gấp ba lần so với tiêu chuẩn đen trắng hiện có, và không sử dụng một lượng quá mức băng tần vô tuyến. Tại Hoa Kỳ, sau khi nghiên cứu, Ủy ban Hệ thống truyền hình quốc gia đã thông qua hệ thống màu sắc tương thích tất cả các thiết bị điện tử, do RCA phát triển, trong đó mã hóa các thông tin màu sắc riêng biệt khỏi các thông tin về độ sáng và làm giảm độ phân giải của các thông tin màu để tiết kiệm băng thông. Những hình ảnh độ sáng vẫn tương thích với các máy thu hình đen trắng với độ phân giải giảm nhẹ hiện có, trong khi TV màu có thể giải mã các thông tin thêm trong các tín hiệu và tạo ra một màn hình màu với độ phân giải giới hạn. Màn hình độ phân giải cao nhưng chỉ có màu đen-trắng và một hình ảnh độ phân giải thấp nhưng có màu sắc kết hợp trong não để tạo ra một độ hình ảnh phân giải cao dường như có màu sắc. Tiêu chuẩn NTSC đại diện cho một thành tựu kỹ thuật lớn.
Mặc dù tất cả các màu sắc điện tử đã được giới thiệu ở Mỹ vào năm 1953, do giá cao và sự khan hiếm của các thiết bị lập trình màu sắc nên thị trường khó chấp nhận nó. Việc phát sóng truyền hình màu đầu tiên tại Mỹ (1954 Tournament of Roses Parade) diễn ra vào ngày 1 tháng 1 năm 1954, nhưng trong thời gian mười năm sau hầu hết chương trình phát sóng quốc gia và gần như tất cả các chương trình địa phương, vẫn dùng trắng đen. Cho đến giữa những năm 1960, TV màu bắt đầu bán được với số lượng lớn, một phần do sự chuyển đổi màu sắc trong năm 1965, với thông báo rằng hơn một nửa của các chương trình giờ vàng sẽ được truyền hình màu trong mùa thu năm đó. Toàn bộ giờ vàng được truyền hình màu chỉ một năm sau đó.
TV màu đầu tiên hoặc dùng chân đứng hoặc các phiên bản để trên bàn khá cồng kềnh và nặng nề, vì vậy trong thực tế chúng vẫn để tại một nơi cố định. Việc giới thiệu TV Porta-Color GE tương đối nhỏ gọn và trọng lượng nhẹ vào mùa xuân năm 1966 đã làm cho việc xem truyền hình màu trở nên linh hoạt và thuận tiện hơn. Năm 1972, tại Mỹ doanh thu của TV màu cuối cùng đã vượt qua doanh thu TV đen trắng. Cũng trong năm 1972, chương trình đen trắng cuối cùng phát ban ngày đã được chuyển sang phát màu, dẫn đến kết quả là toàn bộ chương trình tại nướ Mỹ đều phát màu.
Truyền hình màu ở châu Âu đã không được chuẩn hóa định dạng PAL cho đến những năm 1960, và chương trình phát sóng màu chỉ xuất hiện từ năm 1967. Đến thời điểm đó, nhiều vấn đề kỹ thuật trong các TV màu đời đầu đã được giải quyết, và sự phát triển của TV màu ở châu Âu là khá nhanh chóng.
Vào giữa những năm 1970, các trạm phát sóng đen trắng chỉ còn một vài trạm dùng tần số UHF cao tại các thị trường nhỏ, và một số ít các đài chuyển tiếp phát lại với công suất thấp trong các thị trường nhỏ hơn như các điểm nghỉ mát. Vào năm 1979, những trạm phát cuối cùng trên cũng đã chuyển sang truyền hình màu và tới những năm đầu thập niên 1980 truyền hình đen trắng chuyển qua thị trường dùng TV năng lượng thấp, TV xách tay nhỏ, hoặc sử dụng như màn hình video trong các thiết bị tiêu dùng với chi phí thấp hơn. Đến cuối năm 1980, ngay cả các thị trường này cũng đã chuyển sang sử dụng TV màu.

### Truyền hình kỹ thuật số
Truyền hình kỹ thuật số (DTV) là việc truyền tải âm thanh và video bằng cách xử lý tín hiệu kỹ thuật số và ghép kênh, ngược lại hoàn toàn với các tín hiệu kênh analog được sử dụng bởi truyền hình analog. TV kỹ thuật số có thể hỗ trợ nhiều hơn một chương trình trong các băng thông cùng kênh. Đây là một dịch vụ mới đại diện cho sự phát triển quan trọng đầu tiên trong công nghệ truyền hình kể từ khi truyền hình màu trong những năm 1950.
TV kỹ thuật số gắn chặt với sự ra đời của máy tính hiệu suất cao rẻ tiền. Mãi cho đến những năm 1990 TV kỹ thuật số mới trở thành đại trà.
Vào giữa những năm 1980, khi các công ty điện tử tiêu dùng Nhật Bản đi đầu với sự phát triển của công nghệ HDTV, các định dạng analog MUSE do NHK, một công ty Nhật Bản, đề xuất được xem như là một người dẫn đầu thị trường đe dọa làm lu mờ các công ty điện tử Mỹ. Cho đến tháng 6 năm 1990, tiêu chuẩn MUSE của Nhật Bản, dựa trên một hệ thống tương tự, là chuẩn đi đầu trong số hơn 23 chuẩn kỹ thuật khác nhau được xem xét lúc đó. Sau đó, một công ty Mỹ, General Instrument, chứng minh tính khả thi của một tín hiệu truyền hình kỹ thuật số. Bước đột phá này là có tầm quan trọng đến nỗi đã thuyết phục FCC trì hoãn quyết định của mình về một tiêu chuẩn ATV, chờ đến khi một tiêu chuẩn dựa trên kỹ thuật số có thể được phát triển.
Vào tháng 3 năm 1990, khi một tiêu chuẩn kỹ thuật số có tính khả thi đã trở nên rõ ràng, FCC mới thực hiện một số quyết định quan trọng. Đầu tiên, các Ủy ban tuyên bố rằng các tiêu chuẩn ATV mới không những phải là một tín hiệu analog tăng cường mà còn có thể cung cấp một tín hiệu HDTV chính hãng với độ phân giải ít nhất phải gấp đôi độ phân giải của hình ảnh truyền hình hiện có. Sau đó, để đảm bảo rằng những người xem khác không muốn mua một bộ truyền hình kỹ thuật số mới có thể tiếp tục nhận được chương trình phát sóng truyền hình thông thường, FCC quyết định các tiêu chuẩn ATV mới phải có khả năng truyền song song trên các kênh khác nhau. Các tiêu chuẩn ATV mới cũng cho phép các tín hiệu DTV mới được dựa trên các nguyên tắc thiết kế hoàn toàn mới. Mặc dù không tương thích với các tiêu chuẩn NTSC hiện có, các tiêu chuẩn DTV mới sẽ có thể kết hợp nhiều cải tiến.
Các tiêu chuẩn cuối cùng được thông qua bởi FCC đã không yêu cầu một tiêu chuẩn duy nhất cho các định dạng quét, hệ số co, hay số dòng của độ phân giải. Kết quả này là kết quả của một cuộc tranh chấp giữa các ngành công nghiệp điện tử tiêu dùng (với sự tham gia của một số đài truyền hình) và các ngành công nghiệp máy tính (với sự tham gia của các ngành công nghiệp điện ảnh và một số nhóm lợi ích công cộng) tranh cãi xem quá trình quét là xen kẽ hay tuần tự sẽ là phù hợp nhất cho thiết bị hiển thị HDTV kỹ thuật số tương thích mới. Phương pháp quét xen kẽ, vốn đã được thiết kế đặc biệt cho công nghệ màn hình CRT analog cũ, quét dòng chẵn đầu tiên, sau đó những dòng lẻ. Tuy nhiên quét xen kẽ không làm việc một cách hiệu quả trên các thiết bị màn hình hiển thị mới như màn hình tinh thể lỏng (LCD), vốn phù hợp hơn với một tỷ lệ làm mới màn hình thường xuyên hơn theo kiểu tuần tự. Phương pháp quét tuần tự, là định dạng mà các ngành công nghiệp máy tính đã lâu được áp dụng để màn hình hiển thị máy tính, quét tất cả các dòng theo thứ tự, từ trên xuống dưới. Quét tuần tự có hiệu lực tăng gấp đôi số lượng dữ liệu được tạo ra cho mỗi màn hình hiển thị so với quét xen kẽ bằng cách hiển thị màn hình 60 lần một giây, thay vì hai đường quét trong 1/30 giây. Các ngành công nghiệp máy tính cho rằng quét tuần tự là tốt hơn hẳn bởi vì nó không tạo ra sự "nhấp nháy" trên các tiêu chuẩn mới của thiết bị hiển thị như là cách quét xen kẽ. Nó cũng cho rằng quét tuần tự cho phép kết nối dễ dàng hơn với Internet, và việc chuyển đổi sang định dạng này có giá rẻ hơn khi so với chuyển đổi sang định dạng quét xen kẽ. Ngành công nghiệp phim cũng được hỗ trợ chức năng quét tuần tự bởi vì nó các chương trình chuyển đổi quay sang các định dạng kỹ thuật số dễ dàng hơn. Về phần mình, các ngành công nghiệp điện tử tiêu dùng và các đài truyền hình cho rằng quét xen kẽ là công nghệ duy nhất có thể truyền tải những hình ảnh chất lượng cao nhất sau đó (và hiện tại) có tính khả thi, lên tới 1.080 dòng trên mỗi hình ảnh và 1.920 điểm ảnh trên mỗi dòng. Các đài truyền hình cũng ưa chuộng quét xen kẽ bởi họ lưu trữ một số lượng lớn các chương trình có định dạng xen kẽ vốn không dễ dàng tương thích với định dạng tuần tự.
Chuyển tiếp truyền hình kỹ thuật số bắt đầu trong những cuối thập kỷ 2000. Tất cả các chính phủ trên thế giới thiết lập thời hạn ngừng phát analog trong những năm 2010s. Ban đầu, tỷ lệ chấp nhận thấp. Nhưng ngay sau đó, ngày càng có nhiều hộ gia đình đã chuyển đổi sang TV kỹ thuật số. Việc chuyển đổi dự kiến sẽ được hoàn thành trên toàn thế giới vào giữa đến cuối những năm 2010s.

### Truyền hình thông minh
Sự ra đời của truyền hình kỹ thuật số tạo điều kiện cho TV thông minh ra đời. Một TV thông minh, đôi khi được gọi là TV kết nối hoặc hybrid TV, là một bộ truyền hình hay set-top box có tích hợp Internet và tính năng Web 2.0, là một ví dụ của sự hội tụ công nghệ giữa các máy tính, TV và hộp set-top. Bên cạnh các chức năng truyền thống của bộ truyền hình và hộp set-top được cung cấp thông qua các phương tiện truyền thông phát thanh truyền hình truyền thống, các thiết bị này cũng có thể cung cấp truyền hình Internet, truyền thông tương tác đa phương tiện trực tuyến, nội dung over-the-top, cũng như truyền thông đa phương tiện theo yêu cầu, và truy cập Internet tại nhà. Những TV này được cài đặt sẵn một hệ điều hành.
TV thông minh có khác biệt với các Internet TV, IPTV hoặc với TV Web. Internet TV chỉ việc tiếp nhận nội dung truyền hình qua internet thay vì bằng các hệ thống truyền thống - trên mặt đất, truyền hình cáp và truyền hình vệ tinh (mặc dù Internet cũng thông qua các đường truyền này). Truyền hình giao thức Internet (IPTV) là một trong các tiêu chuẩn công nghệ truyền hình Internet đang nổi lên được các đài truyền hình sử dụng. Truyền hình Web (WebTV) là một thuật ngữ được sử dụng cho các chương trình được một loạt các công ty, cá nhân sản xuất để phát sóng trên truyền hình Internet.
Một bằng sáng chế đầu tiên đã được đăng ký vào năm 1994 (và mở rộng vào năm sau)  cho một hệ thống truyền hình "thông minh", liên kết với các hệ thống xử lý dữ liệu, thông qua phương tiện của một mạng lưới kỹ thuật số hoặc analog. Ngoài việc được kết nối với mạng dữ liệu, một lợi điểm quan trọng là khả năng tự động tải về phần mềm cần thiết hay dùng, theo nhu cầu của người dùng, và xử lý các nhu cầu của họ.
Các nhà sản xuất TV lớn đã công bố chỉ sản xuất TV thông minh, cho các TV trung cấp và cao cấp trong năm 2015. TV thông minh được kỳ vọng sẽ trở thành hình thức thống trị của truyền hình của cuối những năm 2010s.

### Truyền hình 3D
Truyền hình nổi 3D được trình diễn lần đầu tiên vào ngày 10 tháng 8 năm 1928, do John Logie Baird thực hiện trong nhà xưởng của công ty mình tại 133 Long Acre, Luân Đôn. Baird đi tiên phong trong một loạt các hệ thống truyền hình 3D bằng cách sử dụng các kỹ thuật ống cơ điện và ống catốt. TV 3D đầu tiên được sản xuất vào năm 1935. Sự ra đời của truyền hình kỹ thuật số trong những năm 2000 cải thiện rất nhiều đối với TV 3D.
Mặc dù TV 3D khá phổ biến để xem phương tiện truyền thông 3D tại nhà như trên đĩa Blu-ray, các chương trình truyền hình 3D hầu hết thất bại trong việc đến với cộng đồng. Nhiều kênh truyền hình 3D bắt đầu vào đầu những năm 2010s đã bị đóng cửa vào giữa những năm 2010s.

## Hệ thống phát truyền hình

### Truyền hình mặt đất

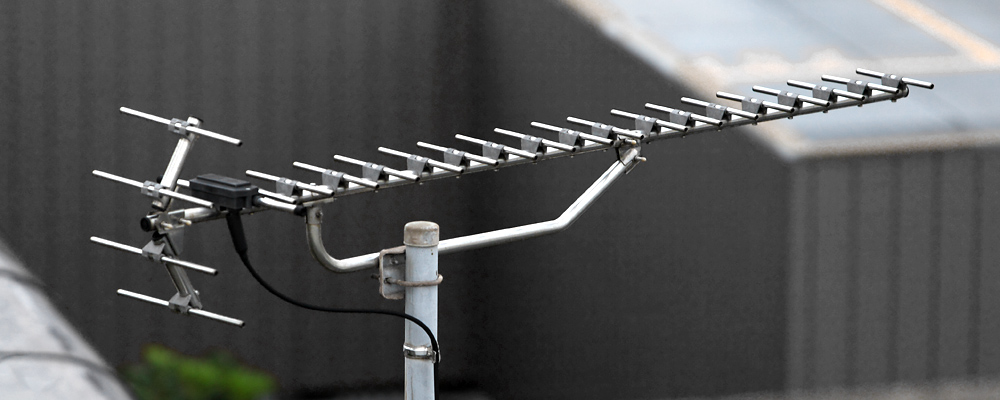
Một đầu thu phát sóng truyền hình mặt đất

Chương trình truyền hình được phát sóng bởi các đài truyền hình, đôi khi được gọi là "kênh truyền hình", các đài được cấp phép bởi chính phủ của họ để phát sóng trên các kênh truyền hình được giao trong băng tần truyền hình. Đầu tiên, phát sóng truyền hình trên mặt đất là cách duy nhất có thể được phân phối rộng rãi, và bởi vì băng thông bị hạn chế, chỉ có một số lượng nhỏ của các kênh có sẵn, quy định của chính phủ là chuẩn mực.
Tại Mỹ, Ủy ban Truyền thông Liên bang (Federal Communications Commission (FCC))cho phép các trạm phát sóng quảng cáo bắt đầu từ tháng 7 năm 1941, nhưng phải cam kết chương trình dịch vụ công cộng như một yêu cầu cho một giấy phép. Ngược lại, Anh Quốc đã chọn một con đường khác nhau, áp đặt một khoản phí bản quyền truyền hình về chủ sở hữu của thiết bị thu truyền hình để tài trợ cho các British Broadcasting Corporation (BBC), trong đó có dịch vụ công cộng như là một phần của Royal Charter (Hiến chương Hoàng gia) của mình.
WRGB tuyên bố là đài truyền hình lâu đời nhất trên thế giới, truy tìm nguồn gốc của nó dẫn đến một trạm thực nghiệm được thành lập vào ngày 13 tháng 1 năm 1928, nó được phát sóng từ các nhà máy General Electric ở Schenectady, NY, dưới tên gọi là W2XB. Nó đã được phổ biến và được gọi là "WGY Television". Sau đó vào năm 1928, General Electric bắt đầu một cơ sở thứ hai, cơ sở này nằm ở thành phố New York, nó có tên gọi W2XBS và ngày nay được biết đến với cái tên là WNBC. Hai đài đã thử nghiệm trong khuôn mẫu và không có chương trình thông thường, cũng như nhận được sự điều hành bởi các kỹ sư trong công ty. Những hình ảnh của một con búp bê Felix Cat xoay trên một bàn xoay đã được phát sóng trong 2 giờ mỗi ngày trong nhiều năm cũng như công nghệ mới đang được các kỹ sư thử nghiệm.
Ngày 2 tháng 11 năm 1936, đài BBC đã bắt đầu dịch vụ truyền hình thường xuyên công khai đầu tiên trên thế giới có độ nét cao từ Victoria Alexandra Palace ở phía bắc Luân Đôn. Do đó, đài này tuyên bố đây là nơi đầu tiên phát sóng truyền hình như chúng ta biết ngày nay.
Với sự phổ biến của truyền hình cáp trên khắp Hoa Kỳ trong thập niên 1970 và thập niên 80, chương trình phát sóng truyền hình mặt đất đã bị suy giảm, vào năm 2013 người ta ước tính rằng chỉ có khoảng 7% hộ gia đình Mỹ sử dụng ăng-ten. Một sự gia tăng nhẹ trong sử dụng truyền hình cáp bắt đầu vào khoảng năm 2010 dành cho chương trình phát sóng truyền hình kỹ thuật số mặt đất, trong đó cung cấp chất lượng hình ảnh nguyên sơ trên diện tích rất lớn, và cung cấp dịch vụ thay thế CATV cho truyền hình hữu tuyến.
Tất cả các nước khác trên thế giới cũng đang trong quá trình chuyển đổi của một trong hai dịch vụ truyền hình mặt đất analog hoặc chuyển đổi sang truyền hình kỹ thuật số mặt đất.

### Truyền hình cáp

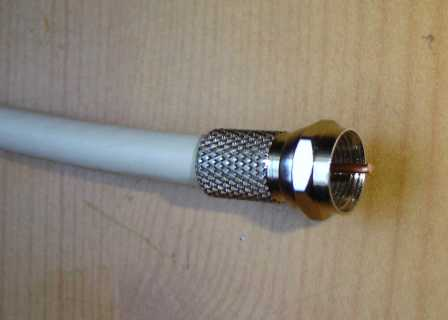
Cáp đồng trục dùng để truyền tín hiệu truyền hình cáp cho các thuê bao.

Truyền hình cáp là một hệ thống các chương trình truyền hình phát sóng phải trả tiền thuê bao qua các tín hiệu tần số radio RF vô tuyến truyền qua cáp đồng trục hoặc xung ánh sáng qua sợi cáp quang. Điều này trái ngược với truyền hình mặt đất analog, trong đó các tín hiệu truyền hình được truyền qua không gian bằng sóng vô tuyến và được nhận bởi một ăng-ten gắn liền với truyền hình. chương trình FM radio, Internet tốc độ cao, dịch vụ điện thoại, và các dịch vụ phi truyền hình tương tự cũng có thể được cung cấp thông qua các loại cáp.
Từ viết tắt CATV thường được sử dụng cho truyền hình cáp. Lúc ban đầu nó được lấy tên cho truy cập truyền hình cộng đồng hoặc Community Antenna Television, từ nguồn gốc truyền hình cáp của năm 1948: khu vực nhận được giới hạn bởi khoảng cách từ máy phát hoặc núi lớn "ăng-ten công cộng" đã được xây dựng, và cáp đã chạy từ chúng để tới các nhà riêng. Nguồn gốc của truyền hình cáp thậm chí còn lâu đời hơn các chương trình phát thanh đã được phân phối bằng cáp ở một số thành phố châu Âu những năm 1924.
Truyền hình cáp trước đó là analog nhưng kể từ những năm 2000, tất cả các nhà khai thác cáp đã chuyển sang hoặc đang trong quá trình chuyển đổi sang truyền hình cáp kỹ thuật số.

### Truyền hình vệ tinh

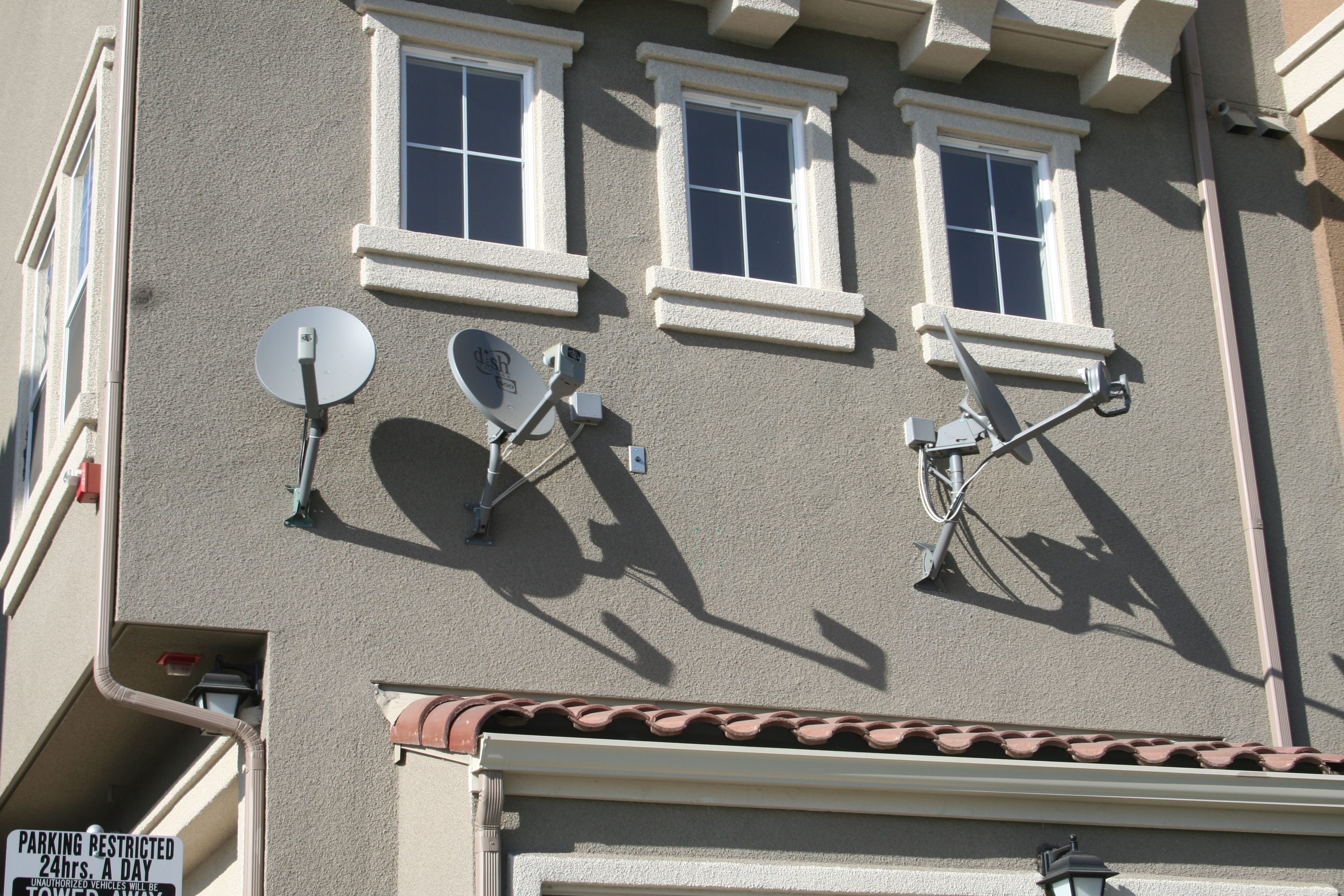
Chảo vệ tinh DBS được lắp tại một khu căn hộ.

Truyền hình vệ tinh là một hệ thống cung cấp chương trình truyền hình sử dụng tín hiệu phát sóng từ vệ tinh chuyển tiếp truyền thông. Các tín hiệu được nhận thông qua một ăng-ten parabol ngoài trời thường được gọi là chảo thu truyền hình vệ tinh và một khối downconverter độ nhiễu thấp (LNB). Một máy thu vệ tinh sau đó giải mã chương trình truyền hình mong muốn để xem trên TV. Người nhận có thể lắp một hộp set-top bên ngoài, hoặc tích hợp sẵn trong bộ chỉnh TV. Truyền hình vệ tinh cung cấp một loạt các kênh và dịch vụ, đặc biệt là các khu vực địa lý mà không nhân được tín hiệu truyền hình mặt đất hoặc truyền hình cáp.
Các phương pháp phổ biến nhất của việc nhận là truyền hình trực tiếp phát sóng vệ tinh (DBSTV), còn được gọi là "trực tiếp đến nhà" (DTH). Trong các hệ thống DBSTV, tín hiệu được truyền từ một vệ tinh phát sóng kỹ thuật số hoàn toàn trực tiếp trên sóng Ku. Hệ thống truyền hình vệ tinh được biết đến như hệ thống truyền hình chỉ nhận. Các hệ thống nhận tín hiệu analog truyền trong quang phổ C-band từ loại vệ tinh FSS, và yêu cầu sử dụng các chảo thu lớn. Do đó các hệ thống này có biệt danh là hệ thống "chảo thu", và cũng đắt hơn và ít phổ biến.
Các tín hiệu truyền hình vệ tinh phát sóng trực tiếp là tín hiệu analog trước đó và sau đó là tín hiệu kỹ thuật số, cả hai đều đòi hỏi một thiết bị tiếp nhận tương thích. Các tín hiệu kỹ thuật số có thể bao gồm truyền hình độ nét cao (HDTV). Một số truyền thông và các kênh truyền hình được tự do phát hay tự do xem, trong khi nhiều kênh truyền hình khác đòi hỏi mỗi thuê bao phải trả tiền.
Năm 1945 một nhà văn nhà khoa học viễn tưởng người Anh Arthur C. Clarke đã đề xuất một hệ thống thông tin liên lạc trên toàn thế giới nó sẽ hoạt động bằng thiết bị của ba vệ tinh đều cách nhau trong quỹ đạo của Trái Đất đã được công bố trên tạp chí Wireless World số ra tháng 10 năm 1945 của và ông đã giành được Huy chương Franklin Stuart Ballantine của Viện trong năm 1963.
Các tín hiệu truyền hình vệ tinh đầu tiên từ châu Âu đến Bắc Mỹ đã được chuyển tiếp qua vệ tinh Telstar trên vùng biển Đại Tây Dương vào ngày 23 tháng 7 năm 1962. Các tín hiệu được nhận và phát sóng ở Bắc Mỹ và các nước châu Âu và được theo dõi bởi hơn 100 triệu người. Ra mắt vào năm 1962, vệ tinh Relay 1 là vệ tinh đầu tiên để truyền tín hiệu truyền hình từ Mỹ đến Nhật Bản. Các thông tin vệ tinh địa tĩnh đầu tiên, Syncom 2, đã được đưa ra vào ngày 26 tháng 7 năm 1963.
Vệ tinh truyền thông thương mại đầu tiên trên thế giới, được gọi là Intelsat I và biệt danh "Early Bird", đã được phóng lên quỹ đạo địa tĩnh vào ngày 6 tháng 4 năm 1965. Các mạng quốc gia đầu tiên của vệ tinh truyền hình gọi là Orbita, được tạo ra bởi Liên Xô vào tháng 10 năm 1967, và được dựa trên các nguyên tắc sử dụng các vệ tinh Molniya hình elip cho việc phát sóng lại và cung cấp các tín hiệu cho trạm truyền hình mặt đất downlink. Các vệ tinh thương mại Bắc Mỹ đầu tiên thực hiện truyền hình địa tĩnh là của Canada Anik 1, mà đã được đưa ra vào ngày 09 tháng 11 năm 1972. ATS-6, thử nghiệm thế giới đầu tiên cho mục đích giáo dục và Direct Broadcast Satellite (DBS), đã được đưa ra vào ngày 30 tháng 5 năm 1974. Nó được truyền với tần số 860 MHz sử dụng băng rộng điều chế FM và có hai kênh âm thanh. Các mạng truyền tải được tập trung vào các tiểu lục địa Ấn Độ, nhưng thí nghiệm đã có thể nhận được tín hiệu ở Tây Âu sử dụng nhà xây dựng các thiết bị kỹ thuật thiết kế truyền hình UHF đã được sử dụng.
Việc đầu tiên trong một loạt các vệ tinh địa tĩnh Liên Xô thực hiện Truyền tải trực tiếp truyền hình, Ekran 1, đã được đưa ra vào ngày 26 tháng 10 năm 1976. Nó sử dụng một tần số 714 MHz UHF downlink để truyền đi có thể được nhận được với các công nghệ truyền hình UHF hiện tại hơn là công nghệ vi sóng.

## Máy thu truyền hình (ti vi)

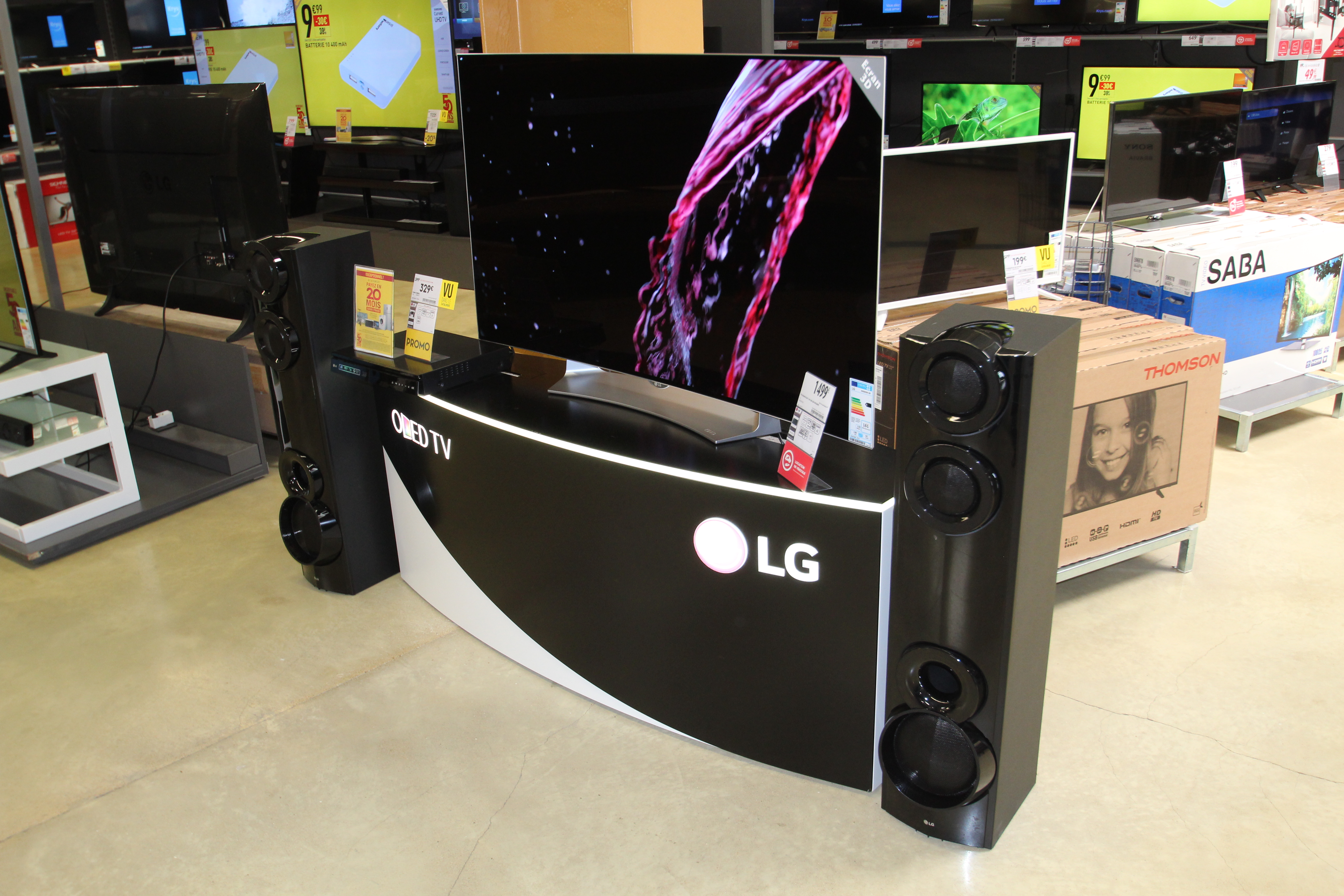
Trong một tiệm bán máy truyền hình

Ti vi, máy thu truyền hình, viết tắt là TV, là một thiết bị kết hợp một bộ thu sóng, màn hình hiển thị, và loa cho các mục đích của việc xem truyền hình. Được giới thiệu vào cuối năm 1920 ở dạng cơ học, bộ truyền hình đã trở thành một sản phẩm tiêu dùng phổ biến sau Thế Chiến thứ II ở dạng điện tử, sử dụng ống tia cathode. Việc bổ sung các màu sắc để phát sóng truyền hình sau năm 1953 tăng thêm sự phổ biến của máy thu hình ở năm 1960, và một ăng ten ngoài trời đã trở thành một tính năng phổ biến của các căn nhà ở các vùng ngoại ô. Các bộ truyền hình ở khắp nơi đã trở thành thiết bị hiển thị cho các phương tiện truyền thông đầu tiên được ghi nhận trong năm 1970, như VHS và DVD sau đó. Đây cũng là thiết bị hiển thị cho thế hệ đầu tiên của máy tính gia đình (ví dụ, Timex Sinclair 1000) và video game console (ví dụ, Atari) trong năm 1980. TV kể từ cuối những năm 2010 màn hình LCD sử dụng đặc biệt là màn hình LED-backlit LCD (màn hình LED này được sử dụng chủ yếu) và OLED.

 TV LED được cho là sẽ bị TV OLEDs thay thế trong tương lai gần.

### Công nghệ màn hình

#### Quay đĩa
Hệ thống đầu tiên là hệ thống cơ học mà sử dụng một đĩa quay để tạo ra hình ảnh. Chúng thường có một độ phân giải và kích thước màn hình thấp và không phổ biến với cộng đồng.

#### Công nghệ CRT

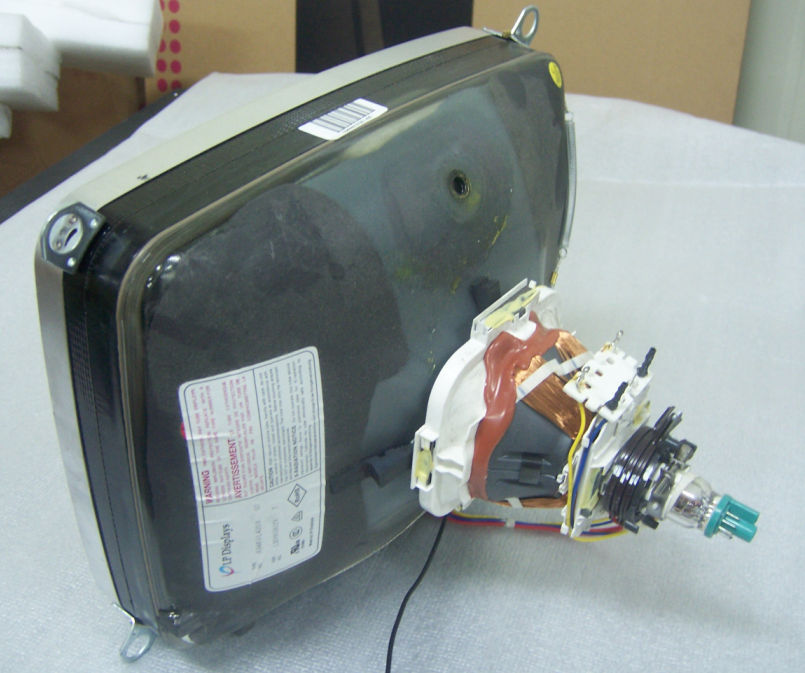
Một ống tia âm cực 14 inch với các cuộn dây làm lệch và súng điện tử

Các ống cathode (CRT) là một ống chân không chứa một hoặc nhiều súng electron (một nguồn của các electron hoặc cực phát electron) và một màn hình huỳnh quang được sử dụng để xem hình ảnh. Nó có một tác dụng là để đẩy nhanh và làm chệch hướng các chùm electron (s) vào màn hình để tạo ra các hình ảnh. Các hình ảnh có thể đại diện cho dạng sóng điện (dao động), hình ảnh (tivi, màn hình máy tính), mục tiêu radar hoặc những người khác. Các CRT sử dụng một tấm kính sơ tán, rộng, sâu (tức là dài từ phía trước mặt màn hình cho đến cuối phía sau), khá nặng, và tương đối dễ vỡ. Như một vấn đề của an toàn, mặt màn hình thường được làm bằng thủy tinh chì dày để tránh được các va đập và ngăn chặn hầu hết các khí thải X-ray, đặc biệt là CRT được sử dụng trong sản phẩm tiêu dùng.
Trong bộ truyền hình và màn hình máy tính, toàn bộ khu vực phía trước của ống được quét nhiều lần và có hệ thống trong một mẫu hình cố định gọi là raster. Một hình ảnh được tạo ra bằng cách kiểm soát cường độ của mỗi tia trong ba chùm electron, cho mỗi màu cơ bản (đỏ, xanh lá cây, và màu xanh) với một tín hiệu video như là một tài liệu tham khảo. Trong tất cả các màn hình CRT hiện đại và TV, các chùm tia bị bẻ cong bởi độ lệch từ, một từ trường khác nhau được tạo ra bởi cuộn dây và điều khiển bằng mạch điện tử xung quanh cổ ống, mặc dù lệch tĩnh điện thường được sử dụng trong dao động, là một loại công cụ chẩn đoán.

#### Công nghệ DLP

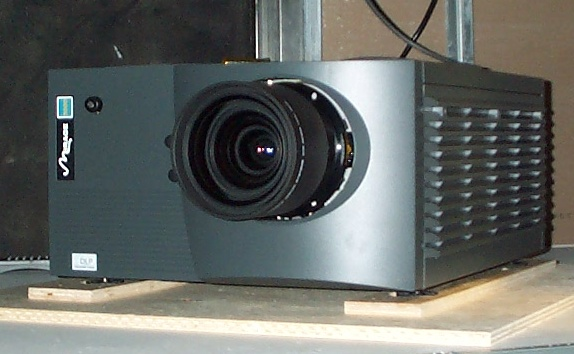
Christie Mirage 5000, một mẫu máy chiếu DLP năm 2001.

Digital Light Processing (DLP) là một loại công nghệ máy chiếu sử dụng một thiết bị kỹ thuật số Micromirror. Một số DLPS có một TV tuner, và thiết bị này có một loại màn hình TV. Ban đầu nó được phát triển vào năm 1987 bởi Tiến sĩ Larry Hornbeck của Texas Instruments. Trong khi các thiết bị hình ảnh DLP được phát minh bởi Texas Instruments, máy chiếu DLP đầu tiên dựa được giới thiệu bởi Digital Projection Ltd vào năm 1997. Digital Projection và Texas Instruments đã được cả hai giải thưởng Emmy trao năm 1998 cho các công nghệ máy chiếu DLP. DLP được sử dụng trong một loạt các ứng dụng hiển thị từ màn hình tĩnh truyền thống với màn hình tương tác và cũng ứng dụng chúng vào các dịch vụ truyền thống bao gồm y tế, an ninh, và các ứng dụng công nghiệp.
Công nghệ DLP được sử dụng trong máy chiếu DLP trước (chủ yếu thiết bị chiếu độc lập cho các lớp học và các doanh nghiệp), DLP TV chiếu phía sau, và các dấu hiệu kỹ thuật số. Nó cũng được sử dụng trong khoảng 85% kế hoạch điện ảnh kỹ thuật số, và trong sản xuất phụ gia như một nguồn năng lượng trong một số máy in để hiệu chỉnh các loại nhựa thành các đối tượng 3D rắn.

#### Plasma
Một bảng điều khiển màn hình plasma (PDP) là một loại màn hình phẳng thông thường và rộng để truyền hình có kích thước 30 inch (76 cm) hoặc lớn hơn. Chúng được gọi là "plasma" sẽ được hiển thị bởi công nghệ sử dụng tế bào nhỏ có chứa chất khí tích điện ion hóa, hoặc những chất đặc biệt trong các buồng thường được gọi là đèn huỳnh quang.

#### LCD

Một chiếc TV LCD có loa ở hai bên màn hình.

TV màn hình tinh thể lỏng (TV LCD) là máy thu hình sử dụng công nghệ màn hình LCD để tạo ra hình ảnh. TV LCD mỏng hơn và nhẹ hơn so với ống tia cathode màn hình(CRT) kích thước màn hình tương tự, và có thể sản xuất các kích cỡ lớn hơn nhiều (ví dụ, 90 inch đường chéo). Khi giảm được các chi phí sản xuất, thì cho ra đời sự kết hợp của các tính năng có màn hình LCD cho máy thu truyền hình thực tế.
Năm 2007, TV LCD vượt quá doanh số của TV CRT-dựa trên toàn thế giới lần đầu tiên, [cần dẫn nguồn] và con số bán hàng của họ so với các ngành công nghệ khác tăng mạnh. TV LCD đã nhanh chóng có đối thủ cạnh tranh lớn trên thị trường màn hình lớn, bảng điều khiển màn hình plasma và phía sau là máy chiếu TV. Trong giữa những năm 2010 màn hình LCD đã trở thành màn hình phổ biến nhất, bởi đến nay, nó vẫn được sản xuất và mua bán rộng rãi nhất.
Màn hình LCD cũng có những nhược điểm riêng. Các công nghệ khác đã giải quyết những điểm yếu đó, bao gồm OLED, FED và SED, nhưng đến năm 2014 những công nghệ này không được đưa vào sản xuất trên diện rộng.

#### OLED

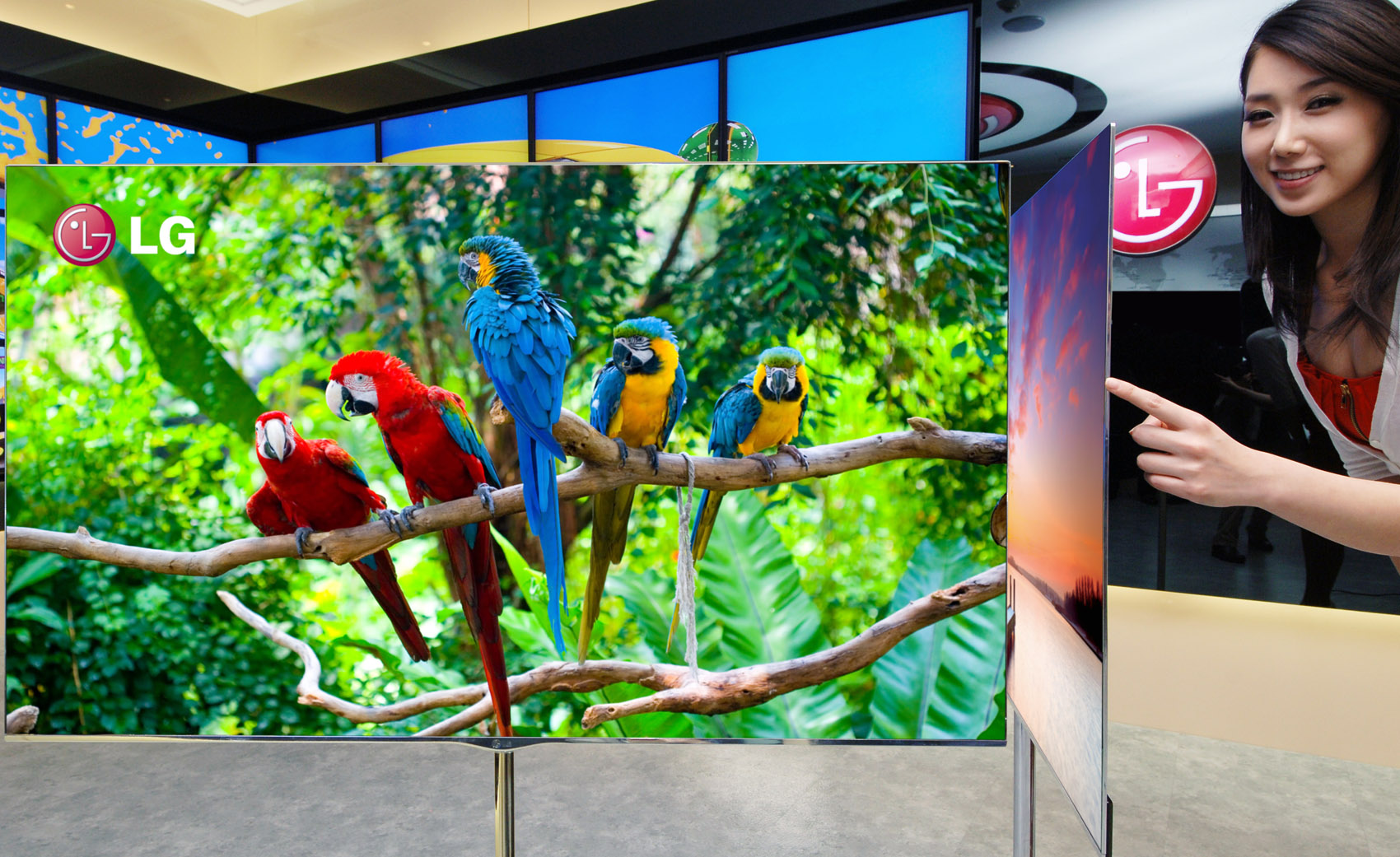
TV OLED

OLED (diode phát sáng hữu cơ) là một diode phát sáng (LED), trong đó các lớp quang điện phát xạ là một tấm phim của hợp chất hữu cơ phát ra ánh sáng để đáp ứng với một dòng điện. Đây là lớp bán dẫn hữu cơ nằm giữa hai điện cực. Nói chung, ít nhất là một trong những điện cực trong suốt. OLED được sử dụng để tạo ra màn hình kỹ thuật số trong các thiết bị như màn hình TV. Nó cũng được sử dụng cho màn hình máy tính, hệ thống di động như điện thoại di động, trò chơi cầm tay console và PDA.
Có hai đối tượng chủ yếu của OLED: những đối tượng dựa trên các phân tử nhỏ và những đối tượng sử dụng polymer. Thêm các ion di động để OLED tạo ra một tế bào điện hóa phát quang hoặc LED, trong đó có một chế độ hoạt động hơi khác nhau. Màn hình OLED có thể sử dụng hoặc là ma trận thụ động (PMOLED) hay ma trận tự động động giải quyết các đề án. OLED ma trận tự động (AMOLED) đòi hỏi một transistor backplane màng mỏng để chuyển từng điểm ảnh riêng hoặc tắt, nhưng cho phép độ phân giải cao hơn và kích thước màn hình lớn hơn.
Một màn hình hiển thị OLED không có đèn nền. Vì vậy, nó có thể hiển thị màu đen sâu và có thể mỏng hơn và nhẹ hơn so với một màn hình tinh thể lỏng (LCD). Trong điều kiện ánh sáng môi trường xung quanh thấp như một căn phòng tối một màn hình OLED có thể đạt được một tỷ lệ tương phản cao hơn so với màn hình LCD, cho dù màn hình LCD sử dụng đèn huỳnh quang cathode lạnh hoặc đèn nền LED.
OLED được cho là sẽ thay thế các công nghệ màn hình khác trong tương lai gần.

### Độ phân giải màn hình

So sánh các độ phân giải 8K UHDTV, 4K UHDTV, HDTV và SDTV

#### LD
Truyền hình độ nét thấp hoặc LDTV đề cập đến hệ thống truyền hình có độ phân giải màn hình thấp hơn so với các hệ thống truyền hình độ nét tiêu chuẩn 240p như vậy (320 * 240). Chúng được sử dụng trong các thiết bị truyền hình cầm tay.

#### SD
Truyền hình độ nét tiêu chuẩn SDTV hoặc đề cập đến hai độ phân giải khác nhau: 576i, với 576 dòng xen kẽ của độ phân giải, có nguồn gốc từ các PAL và SECAM hệ thống châu Âu phát triển; và 480i dựa trên hệ thống truyền hình quốc gia Mỹ hệ thống Committee NTSC.

#### HD
Truyền hình độ nét cao (HDTV) cung cấp một độ phân giải cao hơn đáng kể so với truyền hình độ nét tiêu chuẩn.
HDTV có thể được truyền trong các định dạng khác nhau: 
- 1080p: 1920 × 1080p: 2.073.600 điểm ảnh (~ 2,07 megapixel) mỗi khung
- 1080i: 1920 × 1080i: 1.036.800 điểm ảnh (~ 1,04 MP) cho mỗi trường hoặc 2.073.600 pixel (~ 2.07 MP) cho mỗi khung hình. Độ phân giải CEA phi tiêu chuẩn tồn tại ở một số nước như 1440 × 1080i: 777.600 pixels (~ 0,78 MP) cho mỗi trường hoặc 1.555.200 pixel (~ 1,56 MP) cho mỗi khung hình
- 720p: 1280 × 720p: 921.600 pixels (~ 0,92 MP) cho mỗi khung hình.

#### UHD
Truyền hình độ nét siêu cao (còn gọi là Super Hi-Vision, Ultra truyền hình HD, UltraHD, UHDTV, hoặc UHD) bao gồm 4K UHD (2160p) và 8K UHD (4320p), là hai định dạng video kỹ thuật số được NHK Science & Technology Research Laboratories đề xuất và được Liên minh Viễn thông quốc tế (ITU) chấp thuận.

### Kinh doanh
Người tiêu dùng Bắc Mỹ mua một TV mới trung bình bảy năm một lần, và các hộ gia đình có trung bình 2.8 chiếc TV. Tính đến năm 2011, 48 triệu bộ truyền hình mỗi năm được bán với giá trung bình là $ 460 và kích thước của 38 inch (97 cm). [152] Trong năm 2014, hầu hết các TV LCD bán ra chủ yếu là màn hình LCD đèn nền LED. Các nhà sản xuất TV lớn thông báo về việc ngừng sản xuất các loại TV CRT, RPTV, plasma và LCD thậm chí huỳnh quang-backlit trong năm 2014.
| Thị phần doanh thu của các hãng công nghệ truyền hình màn hình lớn trên toàn cầu vào Quý 2 năm 2013 | Thị phần doanh thu của các hãng công nghệ truyền hình màn hình lớn trên toàn cầu vào Quý 2 năm 2013 |
| Nhà sản xuất                                                                                        | DisplaySearch                                                                                       |
| --------------------------------------------------------------------------------------------------- | --------------------------------------------------------------------------------------------------- |
| Samsung Electronics                                                                                 | 26,5%                                                                                               |
| LG Electronics                                                                                      | 16,3%                                                                                               |
| Sony                                                                                                | 8%                                                                                                  |
| Panasonic                                                                                           | 5,3%                                                                                                |
| TCL                                                                                                 | 5,1%                                                                                                |
| Khác                                                                                                | 38,8%                                                                                               |

| Thị phần truyền hình LCD toàn cầu năm 2013 | Thị phần truyền hình LCD toàn cầu năm 2013 | Thị phần truyền hình LCD toàn cầu năm 2013 |
| Nhà sản xuất                               | Statista                                   |                                            |
| ------------------------------------------ | ------------------------------------------ | ------------------------------------------ |
| Samsung Electronics                        | 20,8%                                      |                                            |
| LG Electronics                             | 14%                                        |                                            |
| TCL                                        | 6,5%                                       |                                            |
| Sony                                       | 6,3%                                       |                                            |
| Hisense                                    | 4,8%                                       |                                            |
| Khác                                       | 38,8%                                      |                                            |

## Nội dung

### Chương trình
Việc chương trình truyền đến công chúng có thể xảy ra nhiều cách khác nhau. Sau khi sản xuất, bước tiếp theo là cho ra thị trường và cung cấp những sản phẩm để bất cứ thị trường nào mở là sử dụng nó. Điều này thường xảy ra ở hai cấp độ:
- Original Run hoặc First Run: một nhà sản xuất tạo ra một chương trình bằng một hoặc nhiều giai đoạn và hiển thị nó trên một trạm phát sóng hoặc mạng mà đã trả tiền cho những chương trình này hoặc có giấy phép đã được cấp bởi các nhà sản xuất truyền hình để làm như vậy.
- Hợp tác phát sóng: đây là thuật ngữ được sử dụng rộng rãi để mô tả tập quán thành lập chương trình (ngoài chạy ban đầu). Nó bao gồm chạy thứ cấp trong nước về các vấn đề về lần chạy đầu tiên mà còn được sử dụng quốc tế và có thể không được quản lý bởi các nhà sản xuất có nguồn gốc. Trong nhiều trường hợp, các công ty khác, các đài truyền hình, hoặc cá nhân đang tham gia làm công tác cung cấp, nói cách khác, để bán các sản phẩm vào thị trường mà họ được phép bán kết hợp bởi hợp đồng của chủ sở hữu quyền tác giả, trong hầu hết các trường hợp sản xuất.

Chương trình đầu tiên đang tăng về các dịch vụ thuê bao bên ngoài nước Mỹ, nhưng rất ít các chương trình sản xuất trong nước được cung cấp thông tin về nội địa free-to-air (FTA) ở nơi khác. Tuy nhiên thực tế này đang tăng lên, thường trên các kênh truyền hình kỹ thuật số FTA-only hoặc với thuê bao đầu tiên xuất hiện trên FTA.
Không giống như Mỹ, FTA chiếu lặp lại một chương trình của mạng FTA thường chỉ xảy ra trên mạng. Ngoài ra, các chi nhánh ít khi mua hoặc sản xuất các chương trình ngoài mạng lưới mà không tập trung vào chương trình địa phương.

### Thể loại
Các thể loại truyền hình bao gồm một lượng lớn các loại chương trình giải trí, thông tin, và giáo dục người xem. Các thể loại vui chơi giải trí sản xuất đắt tiền nhất thường là thể loại phim truyền hình dài tập và kịch tính. Tuy nhiên, thể loại khác, chẳng hạn như các thể loại lịch sử phương Tây, cũng có thể có chi phí sản xuất cao.
Phổ biến các thể loại giải trí văn hóa bao gồm các chương trình hành động theo định hướng như các bộ phim truyền hình cảnh sát, tội phạm, trinh thám, kinh dị. Đồng thời, cũng có những biến thể khác của thể loại phim truyền hình, chẳng hạn như những phim truyền hình y học và những bộ phim dài tập opera xà phòng (soap operas). Các chương trình khoa học viễn tưởng có thể rơi vào một trong hai dạng thể loại phim truyền hình hay thể loại hành động, tùy thuộc vào việc họ nhấn mạnh câu hỏi triết học hay mạo hiểm cao. Phim hài là một thể loại phổ biến bao gồm phim tình huống hài (sitcom) và chương trình hoạt hình cho người lớn như South Park.
Các hình thức ít tốn kém nhất của Các thể loại chương trình giải trí là các game show, talk show, show truyền hình, và truyền hình thực tế. Gameshow yêu cầu thí sinh trả lời các câu hỏi và đoán các câu đố để giành chiến thắng và đoạt các giải thưởng. Talk show có cuộc phỏng vấn với các diễn viên đóng phim, truyền hình, ngôi sao âm nhạc và người nổi tiếng. Show truyền hình có một loạt các nghệ sĩ biểu diễn âm nhạc và các nghệ sĩ khác, chẳng hạn như diễn viên hài và ảo thuật, được MC hoặc người quản lý giới thiệu. Có một số điểm trùng giữa một số talk show và show truyền hình bởi vì những show này thường có màn trình diễn của các ban nhạc, ca sĩ, diễn viên hài, và các diễn viên khác giữa những đoạn phỏng vấn. Truyền hình thực tế cho thấy những người "bình thường" (không phải diễn viên) phải đối mặt với những thách thức hay kinh nghiệm khác nhau, từ bị bắt giữ bởi cảnh sát (COPS) hoăc giảm cân bất thường (The Biggest Loser). Một phiên bản biến thể của chương trình thực tế miêu tả những người nổi tiếng làm các hoạt động thường ngày (The Osbournes, Cha Hood Snoop Dogg) hoặc làm lao động chân tay (The Simple Life).
Các chương trình truyền hình giả tưởng cho phép một số học giả truyền hình và phát thanh truyền hình các nhóm vận động tranh luận đều là "truyền hình có chất lượng" bao gồm hàng loạt các chương trình như Twin Peaks và The Sopranos. Kristin Thompson cho rằng một số trong những phim truyền hình mang đặc điểm của những việc triển lãm cũng được tìm thấy trong các bộ phim nghệ thuật, chẳng hạn như chủ nghĩa hiện thực tâm lý, sự phức tạp trong lời thoại, và cốt truyện rõ ràng. Chương trình truyền hình không giả tưởng mà một số học giả truyền hình và phát thanh truyền hình các nhóm vận động tranh luận là "chất lượng truyền hình " bao gồm một loạt các vấn đề nghiêm túc vàh phi thương mại nhằm vào một loạt các đối tượng thích hợp, chẳng hạn như các chương trình phim tài liệu và chương trình về quan hệ công chúng.

### Tài trợ
| 1000+    | 100–200          |
| 500–1000 | 50–100           |
| 300–500  | 0–50             |
| 200–300  | Không có dữ liệu |

TV tính trên 1000 người trên toàn cầu

Trên khắp thế giới, việc phát sóng TV được tài trợ bởi chính phủ, quảng cáo, cấp phép (một hình thức thuế), đăng ký thuê bao, hoặc sự kết hợp của tất cả các yếu tố trên. Để bảo vệ các khoản thu, các kênh truyền hình thuê bao thường được mã hóa để đảm bảo rằng chỉ các thuê bao nhận được các mã giải mã để xem các tín hiệu. Kênh không được mã hóa được gọi là miễn phí hoặc FTA (free to air).
Trong năm 2009, thị trường TV toàn cầu có 1,217.2 triệu TV cho các hộ gia đình với ít nhất một hộ gia đình có một TV và tổng doanh thu là 268.9 tỷ EUR (giảm 1,2% so với năm 2008). Bắc Mỹ đã có những thị phần doanh thu truyền hình lớn nhất với 39%, theo sau Châu Âu (31%), châu Á-Thái Bình Dương (21%), châu Mỹ Latin (8%), và châu Phi và Trung Đông (2%).
Trên toàn cầu, các nguồn thu truyền hình khác nhau chia thành 45% -50% doanh thu quảng cáo truyền hình, 40% -45% phí thuê bao và 10% ngân sách công.

### Quảng cáo
Tầm ảnh hưởng rộng lớn của truyền hình làm cho nó trở thành một phương tiện mạnh mẽ và hấp dẫn đối với các nhà quảng cáo. Nhiều đài và kênh truyền hình bán các khoảng thời gian phát sóng cho các nhà quảng cáo ("nhà tài trợ") để tài trợ cho chương trình của họ.

#### Tại Mỹ
Kể từ khi ra đời ở Mỹ vào năm 1941, quảng cáo truyền hình đã trở thành một trong những phương tiện quảng cáo hiệu quả nhất, có sức thuyết phục, và phổ biến nhất của nhiều loại sản phẩm, đặc biệt là hàng tiêu dùng. Trong những năm 1940 và những năm 1950, chương trình truyền hình chỉ do các nhà quảng cáo này sản xuất. Điều này cho phép các nhà quảng cáo sáng tạo các nội dung tốt của chương trình truyền hình. Có lẽ do các vụ bê bối chương trình trong năm 1950, các đài truyền hình chuyển sang quảng cáo theo kiểu tạp chí, giới thiệu nhiều đoạn quảng cáo ngắn với nhiều nhà quảng cáo khác nhau.
Giá quảng cáo tại Mỹ được xác định chủ yếu bởi thống kê của Nielsen. Thời gian trong ngày và độ phổ biến của kênh xác định đoạn phim quảng cáo có giá bao nhiêu. Ví dụ, nó có thể có giá khoảng 750,000 USD cho một block 30 giây quảng cáo thương mại trong thời gian rất đặc biệt của chương trình American Idol, trong khi cùng một lượng thời gian cho chương trình Super Bowl có thể có giá vài triệu USD. Ngược lại, các khung thời gian ít được xem như buổi sáng sớm và buổi chiều các ngày trong tuần, thường được bán với số lượng lớn cho nhà sản xuất infomercials ở mức giá thấp.
Trong những năm gần đây, các chương trình trả tiền hoặc quảng cáo thương mại đã trở nên phổ biến, thường là ở độ dài 30 phút hoặc một giờ. Một số công ty dược phẩm và các doanh nghiệp khác thậm chí còn tạo ra cái gọi là video "tin tức" các mặt hàng để phát sóng (từ nội bộ trong ngành), và trả tiền cho giám đốc chương trình để họ lồng ghép phát sóng các đoạn video quảng cáo gián tiếp này.
Một số chương trình TV cũng kèm quảng cáo vào chương trình của họ, bắt đầu trong các bộ phim và được biết đến như là định vị sản phẩm. Ví dụ, một nhân vật có thể uống một loại soda nhất định, đi đến một chuỗi nhà hàng đặc biệt, hoặc lái xe một loại xe nhất định của hãng xe. (Điều này đôi khi rất tinh tế, với chương trình có cung cấp bởi các nhà sản xuất xe với chi phí thấp hơn.) Đôi khi, một thương hiệu cụ thể hoặc nhãn hiệu thương mại, hoặc âm nhạc của một nghệ sĩ hay nhóm nhạc nhất định được sử dụng. (Điều này không bao gồm các khách mời xuất hiện của các nghệ sĩ người thực hiện chương trình.)

#### Anh
Cơ quan giám sát truyền hình quản lý quảng cáo truyền hình tại Anh. Hạn chế của nó đã được áp dụng kể từ những ngày đầu của truyền hình thương mại được tài trợ. Mặc dù vậy, có một ông trùm truyền hình, Roy Thomson, đã coi các giấy phép phát sóng như là một "giấy phép để in tiền". Giới hạn chỉ rõ: cho phép ba kênh truyền hình quốc gia thương mại lớn như là ITV, Channel 4 và Five có thể phát trung bình các quảng cáo tối đa bảy phút mỗi giờ (tám phút trong giờ cao điểm). Các đài truyền hình khác chỉ được phát trung bình không quá chín phút quảng cáo mỗi giờ (mười hai phút ở trong giờ cao điểm). Điều này có nghĩa rằng nhiều chương trình truyền hình được nhập khẩu từ Mỹ có thời gian tạm dừng bất thường mà các công ty của Anh không thể tận dụng các khoảng ngắt đoạn này, vốn dành cho quảng cáo thường xuyên hơn tại Mỹ. Không có quảng cáo nào được chèn vào trong quá trình ngắt quãng của một số chương trình bị cấm quảng cáo hoặc chương trình đó có độ dài dự kiến ngắn hơn 30 phút. Danh mục này bao gồm bất kỳ chương trình tin tức, phim tài liệu, và các chương trình cho trẻ em; thêm vào đó, các quảng cáo có thể không được phát sóng trong một chương trình được thiết kế và tiếp nhận phát sóng trong các trường học hoặc trong bất kỳ dịch vụ phát thanh truyền hình tôn giáo hoặc trong một buổi lễ chính thức của Hoàng gia, hoặc dịp lễ nào đó. Cơ quan này cũng phân chia ranh giới rõ ràng thời gian giữa các chương trình và quảng cáo.
Kênh BBC hiện nay đang được theo dõi nghiêm ngặt với yêu cầu là kênh truyền hình phi thương mại. Kênh này không được phép phát quảng cáo trên truyền hình ở Anh, mặc dù nó có nhiều kênh quảng cáo được tài trợ ở bên ngoài nước Anh. Phần lớn ngân sách của nó đến từ phí bản quyền truyền hình (xem dưới đây), hợp tác phát sóng và việc bán nội dung phát sóng cho các đài truyền hình khác.

#### Ireland
Ủy ban phát thanh truyền hình của Ireland (BCI) (tiếng Ireland: Coimisiún Craolacháin na hÉireann) giám sát quảng cáo trên truyền hình và đài phát thanh toàn Ireland, bao gồm cả các đài truyền hình tư nhân và nhà nước. Có một số hạn chế dựa trên quảng cáo, đặc biệt là liên quan đến việc quảng cáo rượu. Quảng cáo rượu bị cấm cho đến sau 7 giờ tối mỗi ngày. Đài truyền hình ở Ireland tuân thủ luật phát thanh truyền hình được Ủy ban phát thanh truyền hình của Ireland và Liên minh châu Âu ban hành. Tài trợ của chương trình thời sự bị cấm hoàn toàn.
Tính đến ngày 1 tháng 10 năm 2009, trách nhiệm của BCI đang dần được chuyển giao cho các Broadcasting Authority của Ireland.

#### Đăng ký
Một số kênh truyền hình được tài trợ một phần từ thuê bao; Do đó, các tín hiệu được mã hóa trong phát sóng để đảm bảo rằng chỉ có các thuê bao thanh toán có quyền xem các chương trình truyền hình trả tiền hoặc kênh chuyên ngành. Hầu hết các dịch vụ thuê bao cũng được tài trợ bởi quảng cáo.

### Thuế hoặc giấy phép
Dịch vụ truyền hình ở một số quốc gia có thể được tài trợ bởi một giấy phép hoặc một hình thức đánh thuế, đồng nghĩa với việc quảng cáo đóng một vai trò ít hoặc không có vai trò gì cả. Ví dụ, một số kênh có thể thực hiện không có quảng cáo ở tất cả và một số rất ít, bao gồm:
- Australia (ABC)
- Nhật Bản (NHK)
- Na Uy (NRK)
- Thụy Điển (SVT)
- Vương quốc Anh (BBC)
- Hoa Kỳ (PBS)
- Đan Mạch (DR)

Kênh BBC phát tại Vương quốc Anh không có quảng cáo truyền hình và được tài trợ bởi một giấy phép truyền hình hàng năm được các nhà nhận chương trình phát sóng truyền hình trực tiếp trả tiền. Hiện nay, ước tính có khoảng 26,8 triệu các hộ cá thể gia đình Anh trong nước sở hữu TV, với khoảng 25 triệu bản quyền truyền hình tại các hộ gia đình có hiệu lực từ năm 2010. Chi phí cấp giấy phép truyền hình này do chính phủ quy định, nhưng BBC không phải chịu kiểm soát của chính phủ.
Hai kênh truyền hình BBC chính được theo dõi bởi gần 90% dân số mỗi tuần; tổng thể đạt mức 27% tổng số người xem, mặc dù thực tế cho thấy 85% hộ gia đình là đa kênh, với 42% trong số này có quyền truy cập vào 200 kênh truyền hình miễn phí thông qua qua vệ tinh và 43% số hộ gia đình có quyền truy cập vào 30 kênh hoặc hơn thông qua Freeview. Các giấy phép cho phép bảy kênh truyền hình BBC phát mà không quảng cáo hiện có giá £139,50 một năm (khoảng 215 USD) không phụ thuộc vào số tivi sở hữu. Khi cùng một sự kiện thể thao được phát trên BBC và các kênh thương mại khác, đài BBC luôn luôn thu hút của số đông khán giả, cho thấy rằng khán giả thích xem truyền hình không bị gián đoạn bởi quảng cáo.
Ngoài thông tin quảng cáo nội bộ, Australian Broadcasting Corporation (ABC) không có quảng cáo; quảng cáo trên kênh này bị cấm theo Đạo Luật ABC năm 1983. ABC nhận được tài trợ từ chính phủ Úc ba năm một lần. Trong ngân sách liên bang năm 2008/09, ABC nhận được 1,13 tỷ AUD. Các quỹ cung cấp cho truyền hình, đài phát thanh, thông tin trực tuyến, và đầu ra quốc tế của ABC. ABC cũng nhận được tiền từ nhiều cửa hàng ABC của nó trên khắp nước Úc. Mặc dù được tài trợ bởi chính phủ Úc, nhưng sự độc lập biên tập của ABC được đảm bảo thông qua pháp luật.
Ở Pháp, các kênh truyền hình chính phủ tài trợ được quảng cáo, nhưng những người sở hữu bộ truyền hình phải trả tiền thuế hàng năm ("la redevance audiovisuelle").
Tại Nhật Bản, NHK được trả bởi chi phí bản quyền (được biết đến trong tiếng Nhật là lệ phí tiếp nhận (受信料 Jushinryō)). Các luật phát sóng quy định kinh phí NHK rằng bất kỳ trang bị truyền hình NHK đều phải trả tiền. Lệ phí được chuẩn hóa, có giảm giá cho nhân viên văn phòng và sinh viên đi làm, và cho các cư dân của quận Okinawa.